# Vampire Diaries/Episodenliste

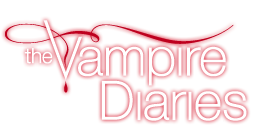
Logo zur Serie

Diese Episodenliste enthält alle Episoden der US-amerikanischen Fantasyserie Vampire Diaries, sortiert nach der US-amerikanischen Erstausstrahlung. Zwischen 2009 und 2017 entstanden in acht Staffeln insgesamt 171 Episoden mit einer Länge von jeweils etwa 40 Minuten.

## Übersicht
| Staffel | Episodenanzahl | Erstausstrahlung USA | Erstausstrahlung USA | Deutschsprachige Erstausstrahlung | Deutschsprachige Erstausstrahlung |
| Staffel | Episodenanzahl | Staffelpremiere      | Staffelfinale        | Staffelpremiere                   | Staffelfinale                     |
| ------- | -------------- | -------------------- | -------------------- | --------------------------------- | --------------------------------- |
| 1       | 22             | 10. September 2009   | 13. Mai 2010         | 20. Januar 2010                   | 22. Dezember 2010                 |
| 2       | 22             | 9. September 2010    | 12. Mai 2011         | 10. Januar 2011                   | 27. Oktober 2011                  |
| 3       | 22             | 15. September 2011   | 10. Mai 2012         | 15. März 2012                     | 26. Juli 2012                     |
| 4       | 23             | 11. Oktober 2012     | 16. Mai 2013         | 7. März 2013                      | 25. Juli 2013                     |
| 5       | 22             | 3. Oktober 2013      | 15. Mai 2014         | 6. Februar 2014                   | 9. Oktober 2014                   |
| 6       | 22             | 2. Oktober 2014      | 14. Mai 2015         | 26. Februar 2015                  | 25. Juli 2015                     |
| 7       | 22             | 8. Oktober 2015      | 13. Mai 2016         | 17. März 2016                     | 20. Aug. 2016                     |
| 8       | 16             | 21. Oktober 2016     | 10. März 2017        | 30. März 2017                     | 13. Juli 2017                     |

## Staffel 1
Die Erstausstrahlung der ersten Staffel war vom 10. September 2009 bis zum 13. Mai 2010 auf dem US-amerikanischen Sender The CW zu sehen. Die deutschsprachige Erstausstrahlung sendete der deutsche Free-TV-Sender ProSieben vom 20. Januar bis zum 22. Dezember 2010.
| Nr. (ges.) | Nr. (St.) | Deutscher Titel           | Originaltitel               | Erstausstrahlung USA | Deutschsprachige Erstausstrahlung (D) | Regie               | Drehbuch                                             | Zuschauer (USA) |
| --- | --------- | ------------------------- | --------------------------- | -------------------- | ------------------------------------- | ------------------- | ---------------------------------------------------- | --------------- |
| 1 | 1         | Liebes Tagebuch           | Pilot                       | 10. Sep. 2009        | 20. Jan. 2010                         | Marcos Siega        | Kevin Williamson & Julie Plec                        | 4,91 Mio.       |
| Nachdem Elena Gilbert und ihr Bruder Jeremy vor vier Monaten ihre Eltern bei einem Autounfall verloren haben, wohnen die beiden bei ihrer Tante Jenna Sommers. Während Elena versucht, ihre Traurigkeit zu unterdrücken, versucht ihr Bruder, seine Probleme mit Alkohol und anderen Drogen in den Griff zu bekommen. Als das neue Schuljahr beginnt, macht Elena Bekanntschaft mit dem geheimnisvollen neuen Schüler Stefan Salvatore, der Elena sofort fasziniert. Als sich Elena und Stefan gerade bei einer nächtlichen Lagerfeuerparty etwas näherkommen, wird Matts Schwester Vicki von etwas gebissen, von dem sie glauben, es sei ein Tier gewesen. Tatsächlich war es aber Stefans älterer Bruder Damon, der – wie Stefan auch – ein Vampir ist, und kurz nach diesem nach Mystic Falls zurückgekehrt ist. Im Gegensatz zu Stefan ernährt sich Damon allerdings von Menschenblut. |           |                           |                             |                      |                                       |                     |                                                      |                 |
| 2 | 2         | Die Nacht des Kometen     | The Night of the Comet      | 17. Sep. 2009        | 27. Jan. 2010                         | Marcos Siega        | Kevin Williamson & Julie Plec                        | 3,78 Mio.       |
| Während in Mystic Falls die Vorbereitungen zum Fest zu Ehren des vorbeifliegenden Kometen beginnen, erholt sich Vicki im Krankenhaus von dem Angriff. Stefan besucht sie dort und versucht mit Hilfe seiner Fähigkeit den Angreifer aus Vickis Gedächtnis zu löschen, wird dabei aber von Matt gestört. Unterdessen gibt Mr. Tanner bei einem Elternabend Jenna das Gefühl, beim Versuch ein Elternersatz für Jeremy zu sein, versagt zu haben. Währenddessen treffen sich Elena und Damon zum ersten Mal im Haus der Salvatores. Damon erzählt ihr auch gleich überraschende Informationen über Stefans Vergangenheit, die Elena verwirren. Inzwischen erinnert sich Vicki auch langsam an das, was ihr im Wald widerfahren ist. |           |                           |                             |                      |                                       |                     |                                                      |                 |
| 3 | 3         | Monster                   | Friday Night Bites          | 24. Sep. 2009        | 3. Feb. 2010                          | John Dahl           | Barbie Kligman & Bryan M. Holdman                    | 3,81 Mio.       |
| Bonnie erzählt Elena, dass sie ein schlechtes Gefühl über Stefan habe, woraufhin Elena beschließt Bonnie und Stefan zu sich zum Abendessen einzuladen, damit sie sich besser kennenlernen. Tyler versucht unterdessen Stefan auf dem Footballfeld zu blamieren, was jedoch nach hinten losgeht, da der Coach, Mr Tanner, von Stefan begeistert ist und ihn ins Team holt. Während des Abendessens tauchen Damon und Caroline plötzlich auf. Um Elena vor Damon zu schützen, gibt Stefan ihr eine Halskette, die mit Eisenkraut gefüllt ist. Während eines Footballspiels greift Damon den Coach Mr Tanner an und tötet ihn dabei. |           |                           |                             |                      |                                       |                     |                                                      |                 |
| 4 | 4         | Das Gründerfest           | Family Ties                 | 1. Okt. 2009         | 10. Feb. 2010                         | Guy Ferland         | Andrew Kreisberg & Brian Young                       | 3,53 Mio.       |
| Elena und Stefan gehen zum städtischen, jährlichen Gründerfest, das von Tylers Eltern organisiert wird. Vicky schafft es, Tyler dazu zu bringen, mit ihr das Fest zu besuchen, da sie sich weigert mit Jeremy zu gehen. Damon erzählt Elena die Geschichte der Salvatores, nachdem Stefan versucht hat, Damon aus seinem Leben auszuschließen. Außerdem erlangt Damon einen bernsteinfarbenen Kristall wieder, von einem der geschichtlichen Artefakte in der Lockwood-Villa. Währenddessen benutzt Stefan Caroline, um Damon zu vergiften. Als Damon Caroline beißt, bricht er zusammen. Als Caroline aufwacht, findet sie den Kristall und steckt ihn in ihre Tasche, ahnungslos, was für Kräfte er besitzt. Stefan schließt den geschwächten Damon in einer Zelle im Keller ihres Hauses ein. Zach soll ihn bewachen. Der Gründerrat, bestehend aus Bürgermeister Richard Lockwood (Tylers Vater), Carol Lockwood (Tylers Mutter), Sheriff Forbes (Carolines Mutter) und dem Reporter Logan Fell, ist zu dem Entschluss gekommen, dass die Vampire nach Mystic Falls zurückgekommen sind und sie der Grund für all die Attacken sind. Um diese zu beseitigen, wollen sie einen Kompass, der sich im Besitz der Gilberts befindet, wiedererlangen. Am Ende sieht man, wie Vicky nach einer Auseinandersetzung mit Tyler in Jeremys Schlafzimmer geht. |           |                           |                             |                      |                                       |                     |                                                      |                 |
| 5 | 5         | Im Kerker                 | You’re Undead to Me         | 8. Okt. 2009         | 17. Feb. 2010                         | Kevin Bray          | Sean Reycraft & Gabrielle Stanton                    | 3,52 Mio.       |
| Während Damon immer schwächer wird, wird Jeremys und Vickys Beziehung stärker. Auf der von der Schule organisierten Autowäsche entdeckt Bonnie mehr über ihre Kräfte und entscheidet sich, sich diesen zu stellen. Währenddessen schafft es Logan mit seinem Charme, bei den Gilberts zu Abend zu essen, um Jenna einzuwickeln, was dazu führt, dass er den Kompass stiehlt. Elena erfährt von einem Fremden, dass Stefan einem Mann aus 1953, den er kannte, mit dem Namen Stefan Salvatore, erschreckend ähnlich sieht. Das führt Elena dazu, Stefan zu fragen, wer er wirklich ist. Zur gleichen Zeit benutzt Damon seine Verbindung zu Caroline, um sich zu befreien, Zach zu töten und später Vicki zu beißen. |           |                           |                             |                      |                                       |                     |                                                      |                 |
| 6 | 6         | Verlorene Mädchen         | The Lost Girls              | 15. Okt. 2009        | 24. Feb. 2010                         | Marcos Siega        | Kevin Williamson & Julie Plec                        | 3,88 Mio.       |
| Stefan erzählt Elena von seiner und Damons Vergangenheit mit Katherine. Im Jahr 1864 liebten sie beide eine Frau namens Katherine Pierce, die anschließend beide in Vampire verwandelte. Währenddessen verbringt Damon seinen Tag mit Vicki, eingesperrt im Salvatore-Haus. Sie trinken gegenseitig ihr Blut und er verwandelt sie in einen Vampir. Stefan findet dies heraus und versucht Vicki dazu zu bringen, zu sterben, anstatt die Verwandlung zu vollenden, indem sie Menschenblut trinkt. Logan benutzt den Kompass, welcher Vampire aufspüren kann und findet so Stefan und Vicki im Wald. Logan erschießt Stefan mit einer hölzernen Kugel, da er denkt, Stefan war dabei Vicki anzufallen. Damon rettet Stefan, indem er auf Logan losgeht. Vicki ist von ihrem Hunger überwältigt, beißt Logan und tötet ihn, was die Verwandlung vervollständigt. Stefan erzählt Elena, dass Vicki nun ein Vampir sei und Elena entscheidet das Geheimnis zu wahren, jedoch nicht ohne ihre Beziehung zu Stefan zu beenden. |           |                           |                             |                      |                                       |                     |                                                      |                 |
| 7 | 7         | Heimgesucht               | Haunted                     | 29. Okt. 2009        | 3. März 2010                          | Ernest R. Dickerson | Kevin Williamson & Julie Plec Idee: Andrew Kreisberg | 4,18 Mio.       |
| Stefan hilft Vicki ihre Blutlust zu bekämpfen, kann sie aber nicht kontrollieren. Als Caroline Bonnie ihr Hexenkostüm für die Halloween-Party in der Schule gibt, gibt sie ihr außerdem den bernsteinfarbenen Kristall, den Damon auf dem Gründerfest geklaut hat. Später auf der Halloween-Party der Schule attackiert Vicki Jeremy und Elena, was Stefan dazu zwingt, ihr einen Pfahl ins Herz zu bohren, der sie tötet. Stefan lässt Elena schwören, nichts zu erzählen, damit weder Matt noch Jeremy die Wahrheit über Vicki erfahren. Elena ist nicht imstande, den trauernden Jeremy zu trösten und bittet deswegen Stefan, seine Kräfte zu benutzen, damit ihr Bruder sich an nichts mehr erinnern kann. Als Stefan ihr antwortet, dass er sich nicht sicher ist, ob es zu 100 % klappt, erklärt sich Damon dazu bereit, Jeremy von seinen Qualen zu erlösen. |           |                           |                             |                      |                                       |                     |                                                      |                 |
| 8 | 8         | 162 Kerzen                | 162 Candles                 | 5. Nov. 2009         | 10. März 2010                         | Rick Bota           | Barbie Kligman & Gabrielle Stanton                   | 4,09 Mio.       |
| Eine alte Vampirfreundin von Stefan taucht in Mystic Falls auf, um mit ihm seinen Geburtstag zu feiern: die 350 Jahre alte Lexi. Sie zeigt Elena den wahren Wert der Liebe und hilft ihr den ersten Schritt zu machen, um eine neue Beziehung zu Stefan aufzubauen. Zur selben Zeit hört Jeremy auf, Drogen zu nehmen und seine Hausaufgaben zu vernachlässigen, nachdem Damon ihm seine Erinnerung an Vickis Tod genommen hat. Elena fragt Damon, ob er noch etwas anderes an ihrem Bruder verändert habe, doch alles was er ihr antwortet ist, er habe Jeremy von seinen Qualen erlöst. Damon gibt Sheriff Forbes eine Box mit Eisenkraut und sie offenbart ihm alle Vampirjäger der Stadt, ohne zu wissen, was er ist. Später macht er Lexi für den Tod eines örtlichen Jungen verantwortlich, indem Damon die Erinnerung dessen Freundin verändert und ihre Zeugenaussage bestimmt. Die Polizei nimmt Lexi fest. Außerhalb der Bar pfählt Damon Lexi und tötet sie somit, bevor diese den Sheriff attackieren oder sein Geheimnis preisgeben kann. Stefan ist außer sich über das Geschehene und meint zu Elena, sie habe recht gehabt, als sie ihre Beziehung beendet hatte. Dann stürmt er davon und attackiert Damon, hört jedoch kurz vor dessen Tod auf. Er verschont Damons Leben, um seine Schuld zu begleichen, als Damon ihn vor Logan rettete. Als Bonnie den Kristall trägt, hat sie einen Albtraum und wacht auf dem Friedhof auf. |           |                           |                             |                      |                                       |                     |                                                      |                 |
| 9 | 9         | Geister                   | History Repeating           | 12. Nov. 2009        | 17. März 2010                         | Marcos Siega        | Bryan M. Holdman & Brian Young                       | 4,10 Mio.       |
| Jeremy bemerkt, dass Alaric Saltzman – der neue Geschichtslehrer, der den verstorbenen Mr. Tanner ersetzt – einen seltsamen Ring trägt, der Tageslichtringen von Vampiren ähnelt. Als Alaric und Jenna sich begegnen, funkt es zwischen den beiden sofort. Da Bonnie immer wieder Träume über ihre Vorfahrin Emily hat, die eine Hexe war, beschließen die Mädchen eine Séance zu halten. Dies geht jedoch nach hinten los, und Emilys Geist ergreift Besitz von Bonnie. Währenddessen offenbart Damon Stefan den Grund für seine Rückkehr nach Mystic Falls: Er will Katherine befreien, mit Hilfe des Kristalls, den diese Emily gab, bevor die Vampire von den Stadtbewohnern in der Gruft eingesperrt wurden. Stefan versucht Damon zu stoppen, da er befürchtet, dass alle anderen Vampire auch befreit werden würden. Da sie damals von den Gründerfamilien fast verbrannt worden wären, würden sie sich womöglich an der heutigen Generation der Stadtbewohner rächen wollen. Emily – in Bonnies Körper – will auch nicht, dass Damon die Vampire befreit, und zerstört daher den Kristall. Damon fühlt sich von ihr betrogen und greift Bonnie an, obwohl Emily bereits ihren Körper verlassen hat. Nachdem Stefan sie gerettet hat, erzählt Elena ihr alles über die Vampire. Währenddessen kommen sich Matt und Caroline näher. Überraschend taucht Logan – als Vampir – wieder in Mystic Falls auf. |           |                           |                             |                      |                                       |                     |                                                      |                 |
| 10 | 10        | Der Wendepunkt            | The Turning Point           | 19. Nov. 2009        | 24. März 2010                         | J. Miller Tobin     | Kevin Williamson & Julie Plec Idee: Barbie Kligman   | 3,57 Mio.       |
| Jeremy entscheidet sich dazu, wieder seinem alten Hobby nachzugehen: das Zeichnen von Fantasy-Kreaturen, womit er aufhörte, als seine Eltern starben. Währenddessen attackiert und tötet der Vampir Logan einige Menschen von Mystic Falls. Matt und Caroline treffen sich weiterhin miteinander. Er erzählt Tyler, dass er das Abhängen mit Caroline gern habe. Sheriff Forbes erzählt Damon von der neuesten kürzlichen Attacke und er findet heraus, dass Logan nicht weiß, wer ihn verwandelt hat. Nach einem Streit mit dem Sheriff entführt Logan Caroline, aber Damon und Stefan retten sie. Logan berichtet Damon, dass er einen weiteren Weg wüsste, um Katherine zurückzubringen. Anderweitig gesteht Elena Stefan ihre Liebe und er beschließt in Mystic Falls zu bleiben. Danach schlafen die beiden miteinander. Als Stefan jedoch kurz geht, um Elena etwas zu trinken zu holen, entdeckt diese das Foto von Katherine, sieht, dass sich die beiden exakt gleichen und verlässt abrupt das Haus, wobei sie ihre Eisenkrautkette und das Foto zurücklässt. Alaric stellt sich Logan und sagt ihm, er solle sich von Jenna fernhalten. Logan versucht ihn zu attackieren, er wird jedoch gepfählt und stirbt. Elena gerät in einen Autounfall, als sie versucht einem Mann auszuweichen, der mitten auf der Straße steht, bemerkt jedoch, dass der Mann mehr als ein Mensch sein muss. Die letzte Szene zeigt den unbekannten Mann, der auf Elenas Auto zugeht, während diese lauthals schreit. |           |                           |                             |                      |                                       |                     |                                                      |                 |
| 11 | 11        | Lebenslinien              | Bloodlines                  | 21. Jan. 2010        | 24. März 2010                         | David Barrett       | Kevin Williamson & Julie Plec Idee: Sean Reycraft    | 3,68 Mio.       |
| Damons Auftauchen bewegt den Unbekannten dazu, zu fliehen und Damon befreit Elena aus ihrem überschlagenem Auto. Damon nimmt Elena mit nach Georgia zu Bree, einer Hexe und einer von Damons früheren Flammen, in der Hoffnung, dass sie einen Weg weiß, um Katherine aus der Gruft zu befreien. Bree benachrichtigt jedoch heimlich Lee, Lexis Freund (da auch Bree eine Freundin von Lexi war). Dieser will Rache an Damon nehmen, für den Mord an seiner Freundin. Elena rettet Damon jedoch und dieser tötet anschließend Bree, sofort nachdem sie ihm erzählt hat, dass er Emilys Grimoire finden müsse. Zurück in Mystic Falls öffnet sich Stefan Bonnies Großmutter, um Bonnie dabei helfen zu können, besser mit ihren Fähigkeiten umzugehen. Währenddessen trifft Jeremy auf Anna, eine junge Frau, die die wahre Vergangenheit von Mystic Falls kennt. Als Elena und Damon zurückkehren, gesteht Stefan Elena, dass er sie damals bei dem Autounfall rettete, der ihre Eltern getötet hatte. Außerdem erzählt er Elena, dass sie adoptiert wurde. Von ihren leiblichen Eltern weiß Stefan jedoch nichts. Er hält an seiner Liebe zu Elena fest und sie verzeiht ihm. Im Mystic Grill sitzt Alaric an der Bar und erkennt Damon als den Vampir wieder, der seine Frau getötet hat. |           |                           |                             |                      |                                       |                     |                                                      |                 |
| 12 | 12        | Zu schön, um böse zu sein | Unpleasantville             | 28. Jan. 2010        | 13. Okt. 2010                         | Liz Friedlander     | Barbie Kligman & Brian Young                         | 3,71 Mio.       |
| Als Stefan und Damon versuchen herauszufinden, wer der neue Vampir in der Stadt ist, gibt Stefan Elena mehr mit Eisenkraut gefüllten Schmuck, um ihre Freunde und Familie zu beschützen. Um Geld zu verdienen, nimmt Matt einen Job als Bedienungshilfe im Mystic Grill an, wo auch der ehemalige Highschool-Football-Star Ben als Barkeeper arbeitet. Ben kommt Bonnie zu Hilfe, als er merkt, dass Damon sie belästigt. Damon und Stefan begleiten Elena zu einem Schultanz mit einem 1950er-Jahre-Motto, auf dem Alaric sich Damon vorstellt. Der Vampir, der Elena verfolgt hat, wird von Stefan und Damon getötet. Bevor er stirbt, deckt er auf, dass der Weg, um in die Gruft zu gelangen, im Gilbert-Tagebuch beschrieben ist. Während Alaric und Jenna von der Party nach Hause gehen, erzählt Alaric Jenna, dass seine Frau Isobel hieß, derselbe Name, den auch Elenas leibliche Mutter trug. Währenddessen versucht Anna weiterhin Jeremy näherzukommen, damit sie das Gilbert-Tagebuch in die Finger bekommt. Am Ende kommt heraus, dass sowohl Anna als auch Ben Vampire sind und eine romantische Beziehung zueinander hegen. |           |                           |                             |                      |                                       |                     |                                                      |                 |
| 13 | 13        | Kinder der Verdammnis     | Children of the Damned      | 4. Feb. 2010         | 20. Okt. 2010                         | Marcos Siega        | Kevin Williamson & Julie Plec                        | 3,99 Mio.       |
| Die Episode beginnt mit Damon und Katherine im Jahre 1864. Katherine hält eine Kutsche an, attackiert die Leute in dieser und trinkt von ihnen. Katherine und Damon küssen sich. Die Szene verschwindet langsam und geht dazu über, dass Damon Elena und Stefan im Bett stört. Damon erinnert sie daran, dass sie ihm vertrauen können und verschwindet dann. In Flashbacks erinnern sich Damon und Stefan an die Taten der Stadtleute, mit eingeschlossen ihren Vater, Giuseppe Salvatore, die es zu schlimmen Geschehnissen kommen ließen, welche den Graben ihrer Beziehung verursachten. In der Gegenwart nimmt Bonnies Date mit Ben eine erschreckende Wende, als sie erfährt, dass Ben ein Vampir ist und er sie kidnapped. Elena hilft Stefan, als er und Damon sich aufmachen, das Tagebuch zu finden, welches ihrem Vorfahren gehörte. Stefan kommt hinter Alarics Grund dafür, sich für sowohl das Tagebuch, als auch für die Stadtgeschichte zu interessieren und dass der Weg, in die Gruft zu kommen im Grimoire steht. Obwohl Anna das Tagebuch stiehlt, ehe Stefan es von Alaric bekommen kann, hat Stefan eine Fotokopie von Alaric bekommen. Stefan und Elena gehen zu Giuseppe Salvatores Grab, um an Emilys Zauberbuch zu kommen. Es wird aufgedeckt, dass Jeremys Freundin Anna die Tochter von Pearl ist, eine der Vampire, die in der Gruft, unter den Trümmern der alten Fells Church, eingeschlossen sind. Damon nimmt Anna das Tagebuch ab und geht zum Grab seines Vaters. Dort trifft er auf Elena und Stefan, die gerade das Grimoire aus dem Grab geholt haben. Damon nimmt das Buch. Stefan bringt Elena nach Hause und geht nach unten, um ihr eine Aspirin zu holen. Dort stellt er fest, dass Anna grade bei Jeremy ist. Stefan erkennt ihren Namen wieder und rennt nach oben, nur um festzustellen, dass Elena nicht mehr da ist. |           |                           |                             |                      |                                       |                     |                                                      |                 |
| 14 | 14        | Die Gruft                 | Fool Me Once                | 11. Feb. 2010        | 27. Okt. 2010                         | Marcos Siega        | Brett Conrad                                         | 3,51 Mio.       |
| Elena erwacht in einem Motel, wo sie feststellen muss, dass sie und Bonnie dort von Anna gefangen gehalten werden. Diese benutzt Elena als Druckmittel, um Bonnie zu zwingen die Gruft zu öffnen. Während Anna mit Damon in der Stadt beschließt zusammen an der Öffnung der Gruft zu arbeiten, bewacht Ben Elena und Bonnie. Die beiden werden schließlich von Stefan befreit, der Ben droht ihn zu töten, wenn er nicht die Stadt verlässt. Bonnie fragt ihre Großmutter, ob sie mit ihr zusammen die Gruft öffnen würde, damit Anna ihre Mutter und Damon Katherine retten kann. Bonnies Großmutter willigt schließlich ein und die beiden öffnen am Abend die Gruft. Anna kann ihre Mutter Pearl befreien, aber Damon muss feststellen, dass Katherine gar nicht in der Gruft eingeschlossen war. Anna gesteht ihm, dass sie davon wusste, und dass Katherine sich all die Jahre einfach nur nicht für ihn interessiert hat. Bonnies Großmutter Sheila wird von dem Zauber so geschwächt, dass sie stirbt. |           |                           |                             |                      |                                       |                     |                                                      |                 |
| 15 | 15        | Isobel                    | A Few Good Men              | 25. März 2010        | 3. Nov. 2010                          | Joshua Butler       | Brian Young                                          | 3,33 Mio.       |
| Jenna, die sich auf die Suche nach Elenas leiblicher Mutter Isobel gemacht hat, findet heraus, dass deren beste Freundin Trudie Peters in der Nähe von Mysic Falls wohnt. Daraufhin besucht Elena Trudie, um mehr über ihre leiblichen Eltern herauszufinden. Während die beiden sich etwas unterhalten, gibt Trudie Elena Eisenkrauttee, wodurch Elena klar wird, dass Trudie von der Existenz von Vampiren wissen muss. Als sie Trudie darauf anspricht, wirft sie diese jedoch aus dem Haus. Stefan findet heraus, dass Elenas Mutter Isobel mit Alaric verheiratet war, bis sie vor ein paar Jahren getötet wurde. Alaric erzählt ihm, dass Damon seine Frau damals getötet habe. Als Alaric Rache an Damon nehmen will, wird er von diesem getötet. Unterdessen taucht überraschend Matts flatterhafte Mutter Kelly auf, die ihre Abneigung gegen Caroline deutlich macht. Während Elena herausfindet, dass Isobel – auf ihren eigenen Wunsch hin – von Damon in einen Vampir verwandelt wurde, erwacht Alaric vor Stefans Augen überraschend von den Toten. Er erzählt ihm, dass er einen Ring von Isobel geschenkt bekommen habe, der ihn wieder ins Leben zurückholt. Da die Gruft nicht korrekt wieder verschlossen wurde, gelingt es den Gruftvampiren nach und nach zu entkommen. |           |                           |                             |                      |                                       |                     |                                                      |                 |
| 16 | 16        | Haus der Vampire          | There Goes the Neighborhood | 1. Apr. 2010         | 10. Nov. 2010                         | Kevin Bray          | Bryan Oh & Andrew Chambliss                          | 2,80 Mio.       |
| Pearl und Anna helfen den Gruftvampiren sich in der heutigen Zeit zurechtzukommen. Pearl ruft Jenna an, um ihre alte Apotheke wieder zu bekommen. Kurz vorher machen sie einen Abstecher zu Damon und erzählen ihm, dass sie Mystic Falls für sich gewinnen wollen. Als Damon versucht ihnen in die Quere zu kommen, verletzt Pearl Damon. Stefan, Elena, Matt und Caroline haben ein Doppel-Date. Dabei wird Elena von einem Gruftvampir mit Katherine verwechselt. Dieser greift in der Nacht Stefan und Damon an. Als Stefan aber Fredericks Begleitung pfählt, flüchtet dieser. Anna beichtet Jeremy, dass sie ein Vampir ist. Jeremy will, dass sie ihn verwandelt. |           |                           |                             |                      |                                       |                     |                                                      |                 |
| 17 | 17        | Das Unwetter              | Let the Right One In        | 8. Apr. 2010         | 17. Nov. 2010                         | Dennis Smith        | Julie Plec Idee: Brian Young                         | 3,48 Mio.       |
| Die Gruftvampire lauern Stefan auf und nehmen ihn gefangen, woraufhin Elena und Damon Alaric um Hilfe bitten. Jeremy versucht unterdessen Anna dazu zu bringen, ihn zu verwandeln, wozu sie nach einigem Zögern schließlich einwilligt. Stefan wird von Elena befreit, während Damon einige Gruftvampire pfählen kann. Stefan wird jedoch erneut entführt und so geschwächt, dass Elena ihm ihr Blut geben muss. Gestärkt durch das Menschenblut kann Stefan schließlich den Gruftvampir pfählen und somit fliehen. Caroline findet Vickis Leiche und alarmiert die Polizei. Jeremy erklärt Anna, dass er nur ein Vampir werden wollte, weil er mit Vicki zusammen sein wollte. |           |                           |                             |                      |                                       |                     |                                                      |                 |
| 18 | 18        | Unter Kontrolle           | Under Control               | 15. Apr. 2010        | 24. Nov. 2010                         | David Von Ancken    | Barbie Kligman & Andrew Chambliss                    | 3,15 Mio.       |
| Stefan kämpft gegen seinen Blutdurst an, kann ihm aber nicht widerstehen. In Mystic Falls taucht John Gilbert, der Onkel von Jeremy und Elena, auf. Sie besuchen die 150-Jahre-Feier von Mystic Falls. Dort provoziert John Damon so sehr, dass dieser ihn tötet. Als John jedoch kurz darauf wieder lebt, muss Damon feststellen, dass John einen Wiederbelebungsring trägt. |           |                           |                             |                      |                                       |                     |                                                      |                 |
| 19 | 19        | Miss Mystic Falls         | Miss Mystic Falls           | 22. Apr. 2010        | 1. Dez. 2010                          | Marcos Siega        | Bryan Oh & Caroline Dries                            | 3,33 Mio.       |
| Obwohl John Gilbert weiß, dass Stefan und Damon Vampire sind, outet er sie nicht beim Gründerrat. Als Gegenleistung erwartet er von Damon jedoch, dass dieser ihm dabei hilft eine Erfindung seines Vorfahren Johnatan Gilberts, welche sich im Besitz von Pearl befindet, zu erlangen. Damon erhält die Erfindung von ihr, hat aber nicht die Absicht sie John zu überlassen. Während Elena und Caroline an der „Miss Mystic Falls“-Miss-Wahl teilnehmen, geht Bonnie Elena aus dem Weg. Sie gibt den Salvatore-Brüdern die Schuld an dem Tod ihrer Großmutter, und hat Probleme damit, dass Elena den beiden so nahesteht. Stefan kann seinen Blutdurst immer weniger kontrollieren und tötet während der Miss-Wahl schließlich beinahe eine der Teilnehmerinnen. Daraufhin wird er von Elena und Damon überwältigt und im Keller des Salvatore-Anwesens eingesperrt, bis er wieder er selbst ist. |           |                           |                             |                      |                                       |                     |                                                      |                 |
| 20 | 20        | Blutsbrüder               | Blood Brothers              | 29. Apr. 2010        | 8. Dez. 2010                          | Liz Friedlander     | Kevin Williamson & Julie Plec                        | 3,39 Mio.       |
| Während seines Entzugs erzählt Stefan Elena, wie er und Damon damals zu Vampiren wurden: Nachdem sie beim Versuch Katherine zu befreien von ihrem eigenen Vater erschossen worden sind, erwachen die beiden am nächsten Tag im Übergangsstadium zu Vampiren, da Katherine die beiden in den Wochen zuvor ihr Blut trinken ließ. Die beiden beschließen, kein Menschenblut zu trinken, wodurch sie binnen 24 Stunden sterben würden. Stefan kann seinem Blutdurst jedoch nicht widerstehen, verwandelt sich in einen Vampir und zwingt kurz darauf Damon, der ohne Katherine – die er für tot hält – nicht mehr leben will, auch Menschenblut zu trinken. Pearl beschließt, dass es in Mysic Falls zu gefährlich geworden sei, und will zusammen mit Anna die Stadt verlassen. Anna weigert sich jedoch, da sie inzwischen in einer Beziehung mit Jeremy ist. Pearl beschließt alleine zu gehen, wird jedoch vor ihrer Abreise von John Gilbert mit einem Holzpflock getötet. |           |                           |                             |                      |                                       |                     |                                                      |                 |
| 21 | 21        | Die Waffe                 | Isobel                      | 6. Mai 2010          | 15. Dez. 2010                         | J. Miller Tobin     | Caroline Dries & Brian Young                         | 3,31 Mio.       |
| Überraschend stattet Isobel Alaric einen Besuch ab und bittet ihn, für sie ein Treffen mit Elena zu arrangieren. Er ist enttäuscht, da sie kalt und distanziert ihm gegenüber ist und willigt erst ein, als sie ihm droht. Auch Elena gegenüber ist sie abweisend; sie verlangt von ihr, Damon dazu zu bringen, ihr die Erfindung, hinter der auch John her ist, zu überlassen. Als Damon sich weigert, entführt Isobel Jeremy, und droht ihn zu töten, wenn sie die Erfindung nicht erhält. Bonny findet heraus, dass die Erfindung – anscheinend eine Waffe die Vampire töten kann – in Wahrheit mit Magie von ihrer Vorfahrin Emily geschaffen wurde. Sie bietet an, die Waffe unschädlich zu machen, bevor sie Damon Isobel überlässt. Tatsächlich tut sie jedoch nur so, da sie will, dass die Salvatore-Brüder – denen sie die Schuld am Tod ihrer Großmutter gibt – sterben. Die Übergabe läuft reibungslos ab und es stellt sich heraus, dass John und Isobel gemeinsam für Katherine arbeiten. Damon wird klar, dass John Elenas leiblicher Vater ist, als er erfährt, dass Isobel und John in der Highschool ein Paar waren. |           |                           |                             |                      |                                       |                     |                                                      |                 |
| 22 | 22        | Feuerwerk                 | Founder’s Day               | 13. Mai 2010         | 22. Dez. 2010                         | Marcos Siega        | Bryan Oh & Andrew Chambliss                          | 3,47 Mio.       |
| Die verbliebenen Gruftvampire planen einen Angriff auf die Stadt, der während der Gründungsfeier-Festivitäten stattfinden soll. Der Gründerrat weiß jedoch davon und durchkreuzt die Rachepläne mit Johnathan Gilberts Waffe. Diese sendet ein Hochfrequentes Signal aus, das bei übernatürlichen Wesen starke Kopfschmerzen verursacht und sie so für einige Minuten außer Gefecht setzt. In dieser Zeit injizieren die Mitglieder des Gründerrates alle Vampire mit Eisenkraut und schaffen sie in ein leeres Gebäude, wo sie umgebracht werden sollen. Während die Waffe aktiv ist, wird Caroline in einem Autounfall stark verletzt, als Tyler – obwohl er kein Vampir ist – am Steuer des Wagens starke Kopfschmerzen bekommt. Mit Hilfe von Bonnie befreit Stefan Damon, der von Gründerrat geschnappt wurde, aus dem Gebäude, in dem die Vampire gefangen gehalten wurden. Da dieses inzwischen von John in Brand gesteckt wurde sterben alle anderen Vampire – inklusive Anna. Jeremy ist am Boden zerstört, als er von ihrem Tod erfährt und beschließt, sich in einem Vampir zu verwandeln, da er dann seine Trauer einfach „abschalten“ könnte. Dazu trinkt er Annas Blut, (von dem sie ihm etwas überlassen hatte) und nimmt eine Überdosis Schmerzmittel. Unterdessen taucht Katherine – verkleidet als Elena – in Mysic Falls auf und attackiert John. |           |                           |                             |                      |                                       |                     |                                                      |                 |

## Staffel 2
Die Erstausstrahlung der zweiten Staffel war vom 9. September 2010 bis zum 12. Mai 2011 auf dem US-amerikanischen Sender The CW zu sehen. Die deutschsprachige Erstausstrahlung der ersten 14 Episoden sendete der deutsche Free-TV-Sender ProSieben vom 10. Januar bis zum 29. August 2011. Die deutschsprachige Erstausstrahlung der weiteren Episoden war vom 8. September bis zum 27. Oktober 2011 auf sixx zu sehen.
| Nr. (ges.) | Nr. (St.) | Deutscher Titel            | Originaltitel            | Erstausstrahlung USA | Deutschsprachige Erstausstrahlung (D) | Regie            | Drehbuch                                   | Zuschauer (USA) |
| --- | --------- | -------------------------- | ------------------------ | -------------------- | ------------------------------------- | ---------------- | ------------------------------------------ | --------------- |
| 23 | 1         | Die Rückkehr               | The Return               | 9. Sep. 2010         | 10. Jan. 2011                         | J. Miller Tobin  | Kevin Williamson & Julie Plec              | 3,36 Mio.       |
| John hat seine Verletzung überlebt, und auch Jeremy ist nicht an seiner Überdosis gestorben. Da Caroline so stark verletzt ist, gibt ihr Damon etwas von seinem Blut, da dieses sie heilt. Da Tylers Vater ebenfalls von Jonathan Gilberts Waffe betroffen war, wurde er fälschlicherweise für einen Vampir gehalten und zusammen mit diesen getötet. Katherine ist weiterhin in der Stadt und gibt sich als Elena aus. Stefan ist sauer auf Damon, da er Katherine geküsst hat – in dem Glauben, es wäre Elena. Nachdem sowohl Elena als auch Katherine Damon klargemacht haben, dass sie nicht an ihm, sondern nur an Stefan interessiert sind, bricht er in blinder Wut Jeremys Genick. Da dieser aber Johns Unsterblichkeitsring trägt, überlebt er die Attacke. Nachdem John mit Stefans Blut geheilt worden ist, verlässt er die Stadt, da Stefan gedroht hat, ihn in einen Vampir zu verwandeln, sollte er bleiben. Katherine besucht Caroline im Krankenhaus und erstickt sie dort mit einem Kissen, um den Salvatore-Brüdern eine Nachricht zu schicken. |           |                            |                          |                      |                                       |                  |                                            |                 |
| 24 | 2         | Schöne neue Welt           | Brave New World          | 16. Sep. 2010        | 17. Jan. 2011                         | John Dahl        | Brian Young                                | 3,01 Mio.       |
| Da sie Damons Blut in ihrem Körper hatte, als sie gestorben ist, erwacht Caroline in der Übergangsphase zum Vampir. Von Blutdurst überwältigt trinkt sie mehrere Blutkonserven und beißt schließlich sogar eine Krankenschwester. Damon versucht herauszufinden, wieso die Lockwoods von Johnathan Gilberts Waffe betroffen waren und bemerkt, dass Tylers Onkel Mason Lockwood – der seit der Beerdigung seines Bruders in Mystic Falls verweilt – übernatürlich stark ist. Caroline hat Probleme ihren Blutdurst unter Kontrolle zu bringen und tötet einen Mann, als sie sein Blut aussaugt. Als Damon erfährt, dass sie ein Vampir ist, will er sie töten, aber Stefan hält ihn davon ab und zeigt Caroline, wie sie ihr Verlangen nach Blut kontrollieren kann. |           |                            |                          |                      |                                       |                  |                                            |                 |
| 25 | 3         | Böser Mond                 | Bad Moon Rising          | 23. Sep. 2010        | 24. Jan. 2011                         | Patrick Norris   | Andrew Chambliss                           | 3,57 Mio.       |
| Bevor Isobel Damon gebeten hat, sie in einen Vampir zu verwandeln, hat sie Nachforschungen zu übernatürlichen Wesen angestellt. Da sie sich Informationen über Katherine bzw. die Lockwoods erhoffen, fahren Elena und Damon gemeinsam mit Alaric zur Duke University, um Isobels Forschung anzusehen. Unterdessen hilft Stefan Caroline, ihr Leben als Vampir zu meistern. Da Bonnie für sie einen Tageslichtring angefertigt hat, kann Caroline nun auch wieder tagsüber das Haus verlassen. Damon versucht Elenas Freundschaft zurückzugewinnen, aber sie kann ihm nicht verzeihen, dass er Jeremy beinahe getötet hätte. Caroline verliert kurzzeitig die Kontrolle und beißt Matt. Sie löscht sein Gedächtnis, aber da sie Angst hat, sie könnte ihn nochmal verletzen, provoziert sie einen Streit mit ihm, so dass er mit ihr Schluss macht. Elena findet in Isobels Sachen Hinweise darauf, dass Mason Lockwood ein Werwolf sein könnte. Dieser Verdacht bestätigt sich, als Stefan, Caroline und Tyler nach einer Party beobachten, wie Mason sich bei Vollmond in einen Wolf verwandelt. |           |                            |                          |                      |                                       |                  |                                            |                 |
| 26 | 4         | Reise in die Vergangenheit | Memory Lane              | 30. Sep. 2010        | 14. Feb. 2011                         | Rob Hardy        | Caroline Dries                             | 3,18 Mio.       |
| Katherine will wieder mit Stefan zusammen sein und droht ihm daher, Elena und ihre Familie zu töten, wenn er nicht mit ihr Schluss macht. Da Werwölfe und Vampire aus Tradition verfeindet sind, und ein Werwolfbiss Vampire töten kann, versucht Damon Mason umzubringen, scheitert jedoch. Katherine droht Caroline damit Matt zu töten, wenn diese nicht für sie Elena ausspioniert. Stefan und Elena täuschen einen Streit vor, damit Katherine denkt, die beiden hätten Schluss gemacht. Auf Tylers drängen hin erklärt Mason ihm, warum er sich bei Vollmond in einen Werwolf verwandelt, und Tyler nicht: Damit der Werwolffluch wirksam wird, müsse man den Tod eines Menschen verschulden. |           |                            |                          |                      |                                       |                  |                                            |                 |
| 27 | 5         | Der Fluch                  | Kill or Be Killed        | 7. Okt. 2010         | 21. Feb. 2011                         | Jeff Woolnough   | Mike Daniels                               | 3,47 Mio.       |
| Mason verrät Carolines Mutter, Scheriff Liz Forbes, dass Stefan und Damon Vampire seien. Nachdem sie festgestellt hat, dass dies der Wahrheit entspricht, will sie die beiden töten. Caroline verhindert dies, offenbart ihrer Mutter jedoch dabei, dass auch sie ein Vampir ist. Da sie Eisenkraut in ihrem Körper hat, sperrt Damon Liz im Keller des Salvatore-Anwesens ein, bis dieses ihren Körper verlassen hat, und er ihre Erinnerung löschen kann. Caroline beichtet Elena, dass sie für Katherine spioniert habe und Stefan beschließt täglich kleine Dosen Menschenblut zu trinken, damit er stark genug wird, um gegen Katherine anzukommen. Tyler gibt seinem Onkel ein Familienerbstück – einen großen Mondstein –, nach dem dieser schon eine Weile gesucht hat. Es stellt sich heraus, dass es tatsächlich Katherine ist, die den Stein will, und dass sie Mason manipuliert ihr dazu zu verhelfen. |           |                            |                          |                      |                                       |                  |                                            |                 |
| 28 | 6         | Plan B                     | Plan B                   | 21. Okt. 2010        | 28. Feb. 2011                         | John Behring     | Elizabeth Craft & Sarah Fain               | 3,62 Mio.       |
| Liz akzeptiert, dass ihre Tochter ein Vampir ist und verspricht, es niemanden zu erzählen, aber Caroline löscht dennoch ihr Gedächtnis. Sie befürchtet, ihre Mutter könnte erneut versuchen Stefan und Damon zu töten. Mit Bonnies Hilfe nimmt Damon Mason gefangen, um herauszufinden was er mit dem Mondstein vorhat. Nachdem er aus ihm herausgepresst hat, dass man mit dem Stein den Werwolffluch brechen kann, tötet Damon Mason. Unterdessen holen Stefan, Elena und Caroline den Mondstein aus einem alten, mit Eisenkraut gefüllten, Brunnen, wo Mason ihn versteckt hatte. Als Katherine herausfindet, dass Stefan und Elena ihren Streit nur vortäuschen, bringt sie Jenna dazu, sich selbst schwer zu verletzen. Schockiert davon beendet Elena ihre Beziehung mit Stefan, damit Katherine niemanden mehr verletzt. |           |                            |                          |                      |                                       |                  |                                            |                 |
| 29 | 7         | Maskenball                 | Masquerade               | 28. Okt. 2010        | 7. März 2011                          | Charles Beeson   | Kevin Williamson & Julie Plec              | 3,55 Mio.       |
| Stefan, Damon, Jeremy, Alaric, Caroline und Bonnie wollen gemeinsam Katherine töten. Dies misslingt aber, da Katherine auch eine Hexe auf ihrer Seite hat, die dafür gesorgt hat, dass jede Wunde die Katherine zugefügt wird, auch Elena verletzt. Als Lucy, die Hexe, herausfindet, dass sie gegen Bonnie – eine Bennet Hexe – arbeitet, wechselt sie die Seiten, da die beiden entfernt verwandt sind. Katherine wird unschädlich gemacht, und gemeinsam mit dem Mondstein in der Gruft eingeschlossen. Unterdessen wird Tyler von mehreren Leuten, darunter auch Matt, angegriffen, da Katherine sie zuvor mit Gedankenkontrolle dazu gebracht hat. Als Tyler ein Mädchen in Selbstverteidigung tötet, geht Katherines Plan – Tyler in einen Werwolf zu verwandeln – auf. Auf dem Nachhauseweg vom Kampf mit Katherine, wird Elena plötzlich von einem maskierten Mann entführt. |           |                            |                          |                      |                                       |                  |                                            |                 |
| 30 | 8         | Rose                       | Rose                     | 4. Nov. 2010         | 14. März 2011                         | Liz Friedlander  | Brian Young                                | 3,63 Mio.       |
| Elena wird von einem Vampir names Trevor in ein altes, leerstehendes Haus gebracht, wo ein weiterer Vampir – Rose – auf die beiden wartet. Trevor und Rose wollen Elena an Elijah, einen der ältesten Vampire überhaupt, ausliefern, um eine alte Schuld zu begleichen. Nachdem Bonnie mit einem Zauber Elenas Aufenthaltsort herausgefunden hat, machen sich Stefan und Damon auf, sie zu retten. Elena erfährt unterdessen, dass ihr Blut benötigt wird, um den Fluch zu brechen. Als Elijah ankommt tötet er Trevor, verschont aber Rose. Währenddessen bemerkt Tyler, dass Caroline genauso übernatürlich stark ist wie er. Als er sie darauf anspricht erklärt sie ihm, dass sie ein Vampir ist. Als Damon und Stefan bei dem Haus, in dem Elena ist, ankommen, hat Elijah ihr gerade ihre Eisenkraut-Halskette abgenommen und sie dazu gebracht, ihm zu sagen, wo der Mondstein zu finden ist. Stefan und Damon kämpfen mit Elijah und können ihn schließlich mit einem Pflock im Herzen außer Gefecht setzen und Elena sicher nach Hause bringen. Später taucht Damon in Elenas Zimmer auf und gesteht ihr seine Liebe. Kurz darauf löscht er aber ihre Erinnerung daran und gibt ihr ihre Halskette zurück. |           |                            |                          |                      |                                       |                  |                                            |                 |
| 31 | 9         | Katerina                   | Katerina                 | 11. Nov. 2010        | 21. März 2011                         | J. Miller Tobin  | Andrew Chambliss                           | 3,50 Mio.       |
| Rose taucht bei den Salvatore Brüdern auf, und bietet ihnen ihre Hilfe an. Sie erklärt ihnen, dass Klaus – der allererste Vampir – den Fluch brechen will. Dazu benötigt er den Mondstein, eine Hexe, einen Werwolf und das Blut einer „Petrova Doppelgängerin“ – Elena. Elena besucht Katherine in der Gruft, um Informationen über Klaus herauszufinden. Katherine erzählt ihr, wie sie – als sie noch ein Mensch war – von Elijah als Doppelgängerin erkannt und verfolgt wurde. Als Trevor, ein Handlanger von Elijah, versuchte ihr zu helfen, wurde sie in einen Vampir verwandelt, wodurch ihr Blut nicht mehr verwendet werden kann um den Fluch zu brechen. Deswegen ist sie seither auf der Flucht vor Klaus' Rache. Sie hat gehofft, Klaus würde sie verschonen, wenn sie ihm stattdessen Elena und die anderen „Zutaten“ die er braucht, um den Fluch zu brechen, ausliefert. Unterdessen freundet sich Bonnie mit einem Hexenmeister namens Luka an. Es stellt sich heraus, dass Luka und sein Vater für Elijah, der den Pflock in seinem Herzen überlebt hat, arbeiten. |           |                            |                          |                      |                                       |                  |                                            |                 |
| 32 | 10        | Das Opfer                  | The Sacrifice            | 2. Dez. 2010         | 28. März 2011                         | Ralph Hemecker   | Caroline Dries                             | 3,46 Mio.       |
| Elena befürchtet, dass Klaus ihrer Familie etwas antun könnte, und lässt ihn daher durch Rose wissen, dass sie sich ihm freiwillig ergeben will. Als aber mehrere Vampire kommen und sie holen wollen, erscheint Elijah und tötet diese. Elena lässt er unbeschadet zurück. Unterdessen entdecken Caroline und Tyler Masons Tagebuch, das auch eine Videoaufzeichnung seiner ersten Verwandlung in einen Wolf beinhaltet. Tyler gerät in Panik, als er sieht, was für ein langwieriger und schmerzhafter Prozess die Verwandlung ist. Bonnie bereitet sich darauf vor, die Gruft kurzzeitig für Vampire zu öffnen, so dass Damon und Stefan den Mondstein holen können. Da der Zauber aber Bonnie viel Kraft kosten würde, beschließt Jeremy, selbst in die Gruft zu gehen und den Stein herauszuholen, wird dabei aber von Katherine geschnappt. Stefan rettet ihn, wird dabei aber selbst in der Gruft eingeschlossen. Bei dem anschließenden Versuch, die Gruft zu öffnen, muss Bonnie feststellen, dass sie dafür nicht stark genug ist. |           |                            |                          |                      |                                       |                  |                                            |                 |
| 33 | 11        | Die Verwandlung            | By The Light Of The Moon | 9. Dez. 2010         | 4. Apr. 2011                          | Elizabeth Allen  | Mike Daniels                               | 3,16 Mio.       |
| Luka gibt vor, Bonnie zu helfen den Mondstein zu zerstören, stiehlt ihn aber stattdessen, ohne dass sie es bemerkt, und gibt ihn seinem Vater. Jules, eine Freundin von Mason, taucht in Mystic Falls auf, um herauszufinden was mit diesem geschehen ist. Damon findet heraus, dass Jules ein Werwolf ist, und provoziert sie. Später – in der Vollmondnacht – taucht Jules in Wolfsgestalt im Salvatore-Anwesen auf und attackiert Damon und Rose. Die beiden können Jules vertreiben, aber Rose wird zuvor von ihr gebissen. Unterdessen leistet Caroline Tyler moralischen Beistand, bei dessen ersten, äußerst schmerzhaften, Verwandlung. Elijah und Elena schließen einen Handel: Er darf sie als Köder benutzen, um Klaus anzulocken und zu töten, und beschützt im Gegenzug ihre Familie und Freunde. Elijahs Hexenmeister öffnen die Gruft, um Stefan zu befreien. Katherine wird durch Gedankenkontrolle von Elijah dazu gezwungen, dennoch in der Gruft zu bleiben. |           |                            |                          |                      |                                       |                  |                                            |                 |
| 34 | 12        | Der Abstieg                | The Descent              | 27. Jan. 2011        | 15. Aug. 2011                         | Marcos Siega     | Elizabeth Craft & Sarah Fain               | 3,55 Mio.       |
| An Roses Werwolfbiss bildet sich eine schlimme Infektion, die sie sehr krank macht, weswegen sie Damon schließlich von ihrem Leiden erlöst und tötet. Stefan versucht, mit Isobel in Kontakt zu treten, da er sich von ihr Informationen zu Klaus erhofft. Stattdessen erreicht er aber nur John, der zurück nach Mysic Fall kommt. Matt will wieder mit Caroline zusammenkommen, sie weist ihn jedoch ab. Jules trifft sich mit Tyler und erklärt ihm, dass sie auch ein Werwolf sei. Sie sagt ihm zudem, dass Caroline mitnichten der einzige Vampir in Mystic Falls sei, und dass die Vampire seinen Onkel getötet haben, weswegen bald noch mehr Werwölfe in der Stadt auftauchen würden. |           |                            |                          |                      |                                       |                  |                                            |                 |
| 35 | 13        | Rache                      | Daddy Issues             | 3. Feb. 2011         | 22. Aug. 2011                         | Joshua Butler    | Kevin Williamson & Julie Plec              | 3,22 Mio.       |
| Tyler ist wütend, dass Caroline ihm nichts von Masons Tod gesagt hat. Unterdessen taucht Jules Freund Brady zusammen mit weiteren Werwölfen in der Stadt auf. Während Stefan versucht, Tyler die ganze Situation zu erklären, entführen die Werwölfe Caroline und foltern sie. Jules verlangt von Stefan, dass er ihr, im Austausch für Caroline, Tyler bringen soll. Bei der Übergabe werden dann Stefan und Damon von den Werwölfen attackiert. Tyler befreit Caroline, hilft den Vampiren aber ansonsten nicht. Da die Vampire den Werwölfen zahlenmäßig unterlegen sind, sind sie dabei den Kampf zu verlieren. Plötzlich taucht Lukas Vater Jonas auf, und setzt die Werwölfe mit Magie außer Gefecht, um Elijahs Teil der Vereinbarung mit Elena zu erfüllen. Nach den Kämpfen erfahren Jules und Brady von Tyler, dass Mason im Besitz des Mondsteines war. Elena erfährt von John, wie man einen Urvampir töten kann: Man muss sie mit einem Dolch, der in die Asche einer bestimmten Weiß-Eiche eingetaucht wurde, erstechen. |           |                            |                          |                      |                                       |                  |                                            |                 |
| 36 | 14        | Heulende Wölfe             | Crying Wolf              | 10. Feb. 2011        | 29. Aug. 2011                         | David Von Ancken | Brian Young                                | 2,78 Mio.       |
| Jules und Brady erklären Tyler, dass man mit dem Mondstein den Sonne-und-Mond-Fluch brechen könne, ohne den sich Werwölfe jederzeit, und aus freiem Willen, verwandeln können. Mit Hilfe von Jeremy und Caroline hypnotisiert Bonne Luka, und erfährt, dass Elijah vorhat Klaus zu töten, wenn dieser durch das Ritual – bei dem Elena getötet werden soll – geschwächt ist. Luka und sein Vater helfen ihm, da Klaus Lukas Schwester gefangen hält. Tyler und Brady versuchen, Elena zu entführen, während diese gerade mit Stefan ein romantisches Wochenende im Ferienhaus ihrer Familie verbringt. Als Stefan Tyler jedoch erklärt, dass Elena bei dem Ritual getötet werden muss, wechselt Tyler die Seiten und hilft Stefan Brady zu töten. Währenddessen nehmen Jules und weitere Werwölfe Damon gefangen und foltern ihn, um herauszufinden, wo der Mondstein ist. Kurz darauf taucht aber Elijah auf, befreit Damon und tötet die meisten Werwölfe. Jules und Tyler verlassen Mystic Falls, um den Vampir-Werwolf-Krieg hinter sich zu lassen. |           |                            |                          |                      |                                       |                  |                                            |                 |
| 37 | 15        | Die Dinnerparty            | The Dinner Party         | 17. Feb. 2011        | 8. Sep. 2011                          | Marcos Siega     | Andrew Chambliss                           | 3,07 Mio.       |
| Elena und Stefan sind immer noch im Ferienhaus der Gilber-Familie. Dort entdecken sie alte Tagebücher von Johnathan Gilbert, aus denen Elena erfährt, dass Stefan früher ein gefühlloser Massenmörder war und seinem Blutdurst rücksichtslos nachgegangen ist. Er erklärt ihr, dass sich das geändert hat, als er Lexi begegnet ist, die ihm geholfen hat, der Vampir zu werden, der er heute ist. Damon gibt eine Dinnerparty, zu der auch Elijah eingeladen ist. Damon will ihn töten, wird jedoch von Alaric aufgehalten, als dieser erfährt, dass ein Vampir stirbt, wenn er einen Urvampir tötet. Als ein Versuch von Alaric, Elijah zu töten scheitert, ist es schließlich Elena, die ihn mit dem Dolch ersticht. Solange der Dolch in Elijahs Herz bleibt, liegt er in einem Koma, und ist damit effektiv tot. John versucht, einen Keil zwischen Alaric und Jenna zu treiben, damit Alaric ihm seinen Unsterblichkeitsring gibt. Nach einigem Widerstand gibt Alaric schließlich nach und John erhält den Ring. |           |                            |                          |                      |                                       |                  |                                            |                 |
| 38 | 16        | Der Hausgast               | The House Guest          | 24. Feb. 2011        | 15. Sep. 2011                         | Michael Katleman | Caroline Dries                             | 2,98 Mio.       |
| Da Elijah getötet wurde, kann Katherine die Gruft verlassen und quartiert sich im Haus der Salvatore-Brüder ein, wovon aber Stefan, Damon und Elena nicht sehr begeistert sind. Bei dem Versuch Elijah wiederzubeleben, wird Luka von Damon getötet. Aus Rache will Jonas Elena töten, wird aber schließlich von Katherine umgebracht. Da er aber zuvor in seiner blinden Wut Matt schwer verletzt hat, muss Caroline diesem etwas von ihrem Blut zu trinken geben, um ihm das Leben zu retten. Als Caroline Matt gesteht, dass sie ein Vampir ist, ist seine Reaktion nicht so gut, wie sie es sich erhofft hätte. Bonnie und Jeremy beginnen offiziell eine Beziehung, nachdem sie zuvor festgestellt haben, dass Elena keine Probleme damit hat. Überraschend taucht Isobell bei Elena Zuhause auf, und stellt sich Jenna gegenüber auch als Elenas leibliche Mutter vor. |           |                            |                          |                      |                                       |                  |                                            |                 |
| 39 | 17        | Geliebte Feindin           | Know Thy Enemy           | 7. Apr. 2011         | 22. Sep. 2011                         | Wendey Stanzler  | Mike Daniels                               | 2,73 Mio.       |
| Jenna ist wütend auf Alaric und Elena, da die beiden ihr verschwiegen haben, dass Isobel nicht tot ist. Sie zieht für ein paar Tage auf den Kampus ihrer Universität, damit sie die beiden nicht sehen muss. Damon bringt Bonnie und Jeremy zu einem alten Haus, in dem früher viele Hexen getötet wurden, damit Bonnie die Energie der Hexen absorbieren kann, um stark genug für den Kampf gegen Klaus zu werden. Währenddessen wird Alaric von einem von Klaus Hexenmeistern entführt. Caroline erzählt Matt alles über die Vampire in Mystic Falls, und was mit seiner Schwester passiert ist, löscht aber anschließend auf seinen Wunsch hin scheinbar seine Erinnerung. Tatsächlich hat Matt zuvor aber Eisenkraut zu sich genommen, weswegen er sich an alles erinnert, und es Liz erzählt. Mithilfe von Isobel, kann auch Katherine von Klaus entführt werden. Anschließend befiehlt Klaus Isobel, sich selbst zu töten. Katherine erwacht in Alarics Wohnung, und beobachtet, wie Klaus gerade mithilfe seines Hexenmeisters, von Alarics Körper Besitz ergreift. |           |                            |                          |                      |                                       |                  |                                            |                 |
| 40 | 18        | Der letzte Tanz            | The Last Dance           | 14. Apr. 2011        | 29. Sep. 2011                         | John Behring     | Michael Narducci                           | 2,81 Mio.       |
| Klaus erfährt von Katherine, dass Stefan und Damon planen, ihn mit Bonnies Hilfe zu töten. Jeremy und Elena finden heraus, dass der Zauber, mit den Bonnie Klaus töten will, Bonnie möglicherweise töten könnte, und versuchen sie daher davon abzuhalten. Klaus taucht in Alarics Körper in der Schule auf, und greift Bonnie an. Er will, dass sie ihre ganze Energie bei dem Kampf verbraucht, da nicht er, sondern Alaric sterben würde. Damon war das von Anfang an klar und hat daher Bonnie zuvor geraten, ihren Tod vorzutäuschen. Sie lässt es daher so aussehen, als hätte der Kampf gegen Klaus sie zu viel Energie gekostet, und bricht wie tot zusammen. Da Elena Angst hat, Bonnie könnte sich erneut so in Gefahr bringen, zieht sie den Dolch aus Elijahs Herz. |           |                            |                          |                      |                                       |                  |                                            |                 |
| 41 | 19        | Klaus                      | Klaus                    | 21. Apr. 2011        | 6. Okt. 2011                          | Joshua Butler    | Kevin Williamson & Julie Plec              | 2,70 Mio.       |
| Elijah erwacht, und er und Elena beschließen erneut, gemeinsam gegen Klaus vorzugehen. Elijah erzählt Elena, dass er Klaus' Halbbruder sei. Als Elijahs Vater herausgefunden hat, dass Klaus' und Elijahs Mutter ein Kind von einem anderen Mann – einem Werwolf – bekommen hat, hat er Klaus' Vater und dessen gesamte Familie getötet – und dadurch die Fehde zwischen Vampiren und Werwölfen gestartet. Da Klaus als Hybrid aus Vampir und Werwolf zu mächtig wäre, haben Hexen seine Werwolfseite mit einem Fluch gebannt. Ein Fluch den er seit Jahrhunderten brechen will. Um leichter an die benötigten Dinge zu gelangen, hat Klaus den Sonne-und-Mond-Fluch erfunden, da dann sowohl Vampire als auch Werwölfe ihm den Mondstein und den Doppelgänger besorgen würden. Jenna ist schockiert, als Klaus (in Alarics Körper) ihr die Existenz von Vampiren und Werwölfen offenbart. Damon gibt Katherine, die von Klaus per Gedankenkontrolle in Alarics Wohnung gefangen gehalten wird, Eisenkraut, damit Klaus fortan keine Kontrolle mehr über sie hat. |           |                            |                          |                      |                                       |                  |                                            |                 |
| 42 | 20        | Der letzte Tag             | The Last Day             | 28. Apr. 2011        | 13. Okt. 2011                         | J. Miller Tobin  | Andrew Chambliss & Brian Young             | 2,68 Mio.       |
| Klaus sorgt dafür, dass Tylers Mutter einen Unfall hat, um Tyler nach Mystic Falls zurückzulocken. Kaum dort angekommen wird Tyler, und auch Caroline, von Klaus' Hexen entführt, um bei dem Ritual geopfert zu werden. Damon zwingt Elena, etwas von seinem Blut zu trinken, so dass sie, nachdem sie bei dem Ritual getötet worden ist, als Vampir weiterlebt. Um das Ritual zu verhindern, befreit Damon mit Matts Hilfe Tyler und Caroline. Da Vollmond ist verwandelt sich Tyler, und greift Damon, Caroline und Matt an. Damon kann Matt und Caroline in Sicherheit bringen, wird dabei jedoch von Tyler gebissen. Unterdessen holt Klaus Elena ab, und bringt sie an den Ort des Rituals. Damons Versuch, das Ritual zu verhindern, war letztendlich vergebens, da Klaus einen Ersatz-Werwolf bzw. -Vampir hat: Jules und Jenna, die Klaus zuvor verwandelt hat. |           |                            |                          |                      |                                       |                  |                                            |                 |
| 43 | 21        | Das Ritual                 | The Sun Also Rises       | 5. Mai 2011          | 20. Okt. 2011                         | Paul M. Sommers  | Caroline Dries & Mike Daniels              | 2,84 Mio.       |
| Während Matt und Caroline sich auf dem alten Lockwood Grundstück vor Tyler verstecken bereiten sich Damon, Elijah und Bonnie darauf vor, Klaus zu töten. Elijah erklärt den Anderen, warum er Klaus töten will: Vor Jahren hat dieser seine gesamte Familie getötet, und angeblich auf dem Meeresgrund versenkt. Klaus beginnt das Ritual, und tötet Jules und Jenna. Unterdessen führt Bonnie einen Zauber durch, der verhindert, dass Elena stirbt. Nachdem Klaus Elenas ganzes Blut getrunken hat, beginnt er, sich in einen Werwolf zu verwandeln. Bonnie taucht auf und schwächt ihn mit ihrer Magie, so dass Elijah Klaus töten kann. Da Klaus Elijah aber verspricht, ihn wieder mit seiner Familie zusammenzubringen, die gar nicht auf hoher See versenkt wurde, beschließt Elijah Klaus nicht zu töten und die beiden fliehen. Durch Bonnies Zauber wird Elena wieder lebendig, aber John stirbt an ihrer Stelle. Auf Johns und Jennas Beerdigung offenbart Damon Stefan, dass er von Tyler gebissen worden sei. |           |                            |                          |                      |                                       |                  |                                            |                 |
| 44 | 22        | Auferstanden von den Toten | As I Lay Dying           | 12. Mai 2011         | 27. Okt. 2011                         | John Behring     | Turi Meyer & Al Septien & Michael Narducci | 2,86 Mio.       |
| Elijah fordert Klaus auf, ihn zu seiner Familie zu bringen, woraufhin dieser ihn mit dem Dolch ersticht und seinen leblosen Körper dorthin bringen lässt, wo auch der Rest seiner Familie gelagert wird. Stefan erscheint und bittet Klaus um ein Gegenmittel für Damons Werwolfbiss. Klaus lässt Stefan eine große Menge Menschenblut trinken und verlangt von ihm, mit ihm zusammen Mystic Falls zu verlassen. Als Stefan einwilligt gibt Klaus Katherine eine Flasche mit seinem Blut – dem Gegenmittel – mit dem es ihr gelingt, Damon zu retten. Liz, die von Matt weiß, dass Damon ein Vampir ist, will diesen töten, erschießt aber stattdessen versehentlich Jeremy. Bonnie ist am Boden zerstört und führt schließlich einen Zauber durch, der Jeremy wieder lebendig macht, auch wenn sie sich bewusst ist, dass dies noch Konsequenzen haben wird. Klaus verlangt von Stefan, dass er einen Menschen tötet. Als dieser tut, was ihm befohlen wurde, verlassen die beiden Mystic Falls. |           |                            |                          |                      |                                       |                  |                                            |                 |

## Staffel 3
Die Erstausstrahlung der dritten Staffel war vom 15. September 2011 bis zum 10. Mai 2012 auf dem US-amerikanischen Sender The CW zu sehen. Die deutschsprachige Erstausstrahlung sendete der deutsche Free-TV-Sender sixx vom 15. März bis zum 26. Juli 2012, wobei die fünfte, zwölfte und dreizehnte Episode aufgrund von gesendeten Doppelfolgen bei ProSieben erstausgestrahlt wurden.
| Nr. (ges.) | Nr. (St.) | Deutscher Titel          | Originaltitel           | Erstausstrahlung USA | Deutschsprachige Erstausstrahlung (D) | Regie              | Drehbuch                                                | Zuschauer (USA) |
| --- | --------- | ------------------------ | ----------------------- | -------------------- | ------------------------------------- | ------------------ | ------------------------------------------------------- | --------------- |
| 45 | 1         | Geburtstag               | The Birthday            | 15. Sep. 2011        | 15. März 2012                         | John Behring       | Kevin Williamson & Julie Plec                           | 3,10 Mio.       |
| Es sind vier Monate vergangen und Elena feiert demnächst ihren 18. Geburtstag. Caroline und Bonnie planen eine Party für sie, doch Elena hat nur ihre Suche nach Hinweise auf den Verbleib von Stefan im Sinn. Damon ist ebenfalls auf der Suche nach Stefan, um Elena vor Klaus zu schützen und sie davor zu bewahren, etwas zu tun was seine Aufmerksamkeit auf sie ziehen würde. In der Zwischenzeit verfolgen Klaus und Stefan in Mississippi einen Werwolf namens Ray Sutton. Jeremy arbeitet nun zusammen mit Matt im Mystic Grill, er will verstehen, warum er die Geister von Vicki und Anna sehen kann, seitdem er durch Bonnies Magie wieder zum Leben erweckt wurde. |           |                          |                         |                      |                                       |                    |                                                         |                 |
| 46 | 2         | Der Hybrid               | The Hybrid              | 22. Sep. 2011        | 15. März 2012                         | Joshua Butler      | Al Septien & Turi Meyer                                 | 2,52 Mio.       |
| Elena und Alaric machen sich auf den Weg nach Tennessee, wo sie denken, dass Klaus versucht Hybrid-Sklaven zu bekommen, und Damon schließt sich ihnen an. Ray und sein Werwolfsrudel leiden grausam, nachdem Klaus versucht hat, sie zu Hybriden zu machen. Damon, Alaric und Elena laufen Ray über den Weg, dessen Wolfseite durch den Vollmond aktiviert ist. Damon führt ihn von den anderen weg und wird fast gebissen, doch Stefan taucht auf, tötet Ray und bittet Damon, Elena zu beschützen. Der Versuch Hybriden zu erschaffen misslingt, da alle Werwölfe sterben. Tyler findet heraus, dass seine Mutter Caroline gefangen hat. Er zwingt sie dazu, seine Transformation in einen Werwolf mit anzusehen und Carol merkt, dass Caroline kein Monster ist. Sie ruft ihren Komplizen Bill an und erzählt ihm, er solle Caroline nicht schaden, aber Bill hört nicht auf sie. Die eingesperrte Caroline nennt Bill „Daddy“ als sie ihn sieht. |           |                          |                         |                      |                                       |                    |                                                         |                 |
| 47 | 3         | Die dunklen Jahre        | The End of the Affair   | 29. Sep. 2011        | 22. März 2012                         | Chris Grismer      | Caroline Dries                                          | 2,74 Mio.       |
| Klaus und Stefan kommen in Chicago an, wo Stefan mit einer Vampirin wiedervereint wird, die ihr Interesse nach Dekaden immer noch nicht gestoppt hat und in besonderer Beziehung zu Klaus steht. Während eines Flashbacks in Chicago in den 1920ern wird Stefan mit einem schockierenden Kapitel seiner wilden Vergangenheit konfrontiert, das auch Klaus beinhaltet. Nachdem Damon einen Tipp über Klaus und Stefans Aufenthaltsort von Katherine bekommen hat, folgt er mit Elena dieser Spur. Währenddessen ist Tyler in Mystic Falls über Caroline besorgt und bittet Sheriff Forbes um Hilfe. Caroline wurde von ihrem Vater Bill gefoltert, der dachte, er könne Caroline helfen ihre Blutlust zu bekämpfen, aber sie wurde von Tyler und Sheriff Forbes gerettet. Stefan findet außerdem heraus, dass Klaus möglicherweise vor jemandem davonrennt, der ihn jagt. |           |                          |                         |                      |                                       |                    |                                                         |                 |
| 48 | 4         | Stefans Geheimnis        | Disturbing Behavior     | 6. Okt. 2011         | 29. März 2012                         | Wendey Stanzler    | Brian Young                                             | 2,63 Mio.       |
| In Chicago benutzt Klaus Gloria, eine Hexe, um zu erfahren, wieso seine Hybriden sich nicht so entwickeln wie er es wollte. Gloria findet heraus, dass Stefan die Tatsache geheim hält, dass die Doppelgängerin noch immer am Leben ist. Sie foltert Stefan, welcher jedoch von Katherine gerettet wird. Zur selben Zeit in Mystic Falls ändert Damon seine Einstellung und tötet Alaric, der jedoch durch seinen Ring wieder aufersteht. Dann versucht Damon Bill zu töten. Caroline rettet ihren Vater, indem sie ihm ihr Blut gibt und konfrontiert Damon. Währenddessen kommt Bonnie wieder zurück nach Mystic Falls und Jeremy beichtet ihr, dass er die Geister seiner toten Ex-Freundinnen sehen könne. Stefan versucht zu erfahren, wovon Klaus und seine Schwester Rebekah davonrennen. Am Ende stellt sich raus, dass die Antwort Mikael ist. Katherine stiehlt Elenas Kette, die die Urhexe kontaktieren kann und arbeitet mit Damon zusammen. Klaus bringt Stefan zurück nach Mystic Falls um herauszufinden, was dieser vor ihm verbirgt. |           |                          |                         |                      |                                       |                    |                                                         |                 |
| 49 | 5         | Die Abrechnung           | The Reckoning           | 13. Okt. 2011        | 2. Apr. 2012                          | John Behring       | Michael Narducci                                        | 2,89 Mio.       |
| Die Abschlussstreich-Nacht entwickelt sich zur Gefahr, als Klaus bemerkt, dass Elena noch lebt. Er droht Elena, indem er Tyler sein Blut gibt und ihn tötet und erzählt Bonnie, dass diese einen Weg finden muss, Hybriden zu erschaffen, da Tyler sonst stirbt. Danach befiehlt er Stefan, Elena zu beißen. Stefan kämpft dagegen an, doch Klaus beeinflusst ihn so, dass er seine Gefühle abstellt und sie beißt. Klaus findet kurz darauf raus, dass er Elenas Blut braucht um neue Hybriden zu erschaffen. Zur selben Zeit gehen Katherine und Damon auf einen Roadtrip, um einen Weg zu finden, Klaus zu töten. Katherine erinnert sich daran, dass Pearl ihr einst etwas über Mikael erzählte, einen Vampirjäger, der selbst ein Vampir war. Um mit Anna über die Informationen ihrer Mutter reden zu können, hat Katherine Jeremy in den Kofferraum gepackt. Matt begeht, mit dem Ziel Vicki zu kontaktieren, einen Selbstmordversuch. In einer Vision sieht er sie und sie sagt ihm, sie könne zurückkommen und sie habe eine Nachricht an Bonnie. Elena liegt ihm Krankenhaus, während eine Krankenschwester, die von Klaus beeinflusst wurde, ihr Blut abnimmt. Klaus wartet darauf, Elena zu entführen, aber er flüchtet, als Damon ihm erzählt, dass Mikael komme. So rettet Damon Elena. Einen Augenblick später kommt auch Stefan zurück. Jeremy und Katherine öffnen Mikaels Gruft und sehen dabei zu wie er die Augen öffnet. |           |                          |                         |                      |                                       |                    |                                                         |                 |
| 50 | 6         | Smells Like Teen Spirit  | Smells Like Teen Spirit | 20. Okt. 2011        | 12. Apr. 2012                         | Rob Hardy          | Julie Plec & Caroline Dries                             | 3,03 Mio.       |
| Elena ist von ihrer Hilflosigkeit frustriert, also überredet sie Alaric dazu, ihr beizubringen, wie sie sich vor Vampiren schützen kann. Mikael wacht auf und beißt Katherine. Am ersten Schultag haben Bonnie und Jeremy ein paar Probleme, da Jeremy Anna weiterhin sieht. Klaus' Schwester Rebekah zieht bei den Salvatores ein und besucht die Schule. Matt sieht weiterhin Vickis Geist und sie überzeugt ihn, ein Ritual zu vollziehen, welches ihr erlaubt in seine Welt ein und aus zu gehen, wie sie es will. Sie sagt, dass eine Hexe von der anderen Seite ihr versprochen habe, sie könne für immer zurückkehren, wenn sie denn Elena töte. Die Gruppe besucht die Lagerfeuerparty, bei der Elena und Alaric versuchen Stefan einzufangen. Tyler fühlt sich Klaus schuldig und verpflichtet, da dieser ihn zu dem machte, was er jetzt ist. Elena rettet Stefan vor einem Feuer, das Vicki in einem Van verursachte, um Elena zu töten. Vicki wird wieder von Bonnie auf die andere Seite verbannt, während Damon nach Hause geht, wo Mason Lockwood plötzlich vor ihm steht. |           |                          |                         |                      |                                       |                    |                                                         |                 |
| 51 | 7         | Geisterwelt              | Ghost World             | 27. Okt. 2011        | 19. Apr. 2012                         | David Jackson      | Rebecca Sonnenshine                                     | 3,28 Mio.       |
| Als Bonnie Vicki wieder auf die andere Seite verbannt hat, wurde der Weg für andere Geister geöffnet, die nun in physischer Form in Mystic Falls auftauchen: unter anderem Mason Lockwood und Lexi. Während Lexi versucht Stefan dazu zu bringen, seine Gefühle wieder einzuschalten, hilft Mason Damon, einen Weg zu finden Klaus zu töten, da er nicht will, dass Tyler unter dessen Kontrolle steht. Als auch die toten Gruftvampire wieder erscheinen, und versuchen, die Gründerfamilien zu töten, schicken Bonnie und der Geist ihrer Großmutter alle Geister wieder auf die andere Seite zurück. Zuvor haben Mason und Damon aber eine Höhle entdeckt, in der möglicherweise Informationen zu finden sind, wie man Klaus tötet. |           |                          |                         |                      |                                       |                    |                                                         |                 |
| 52 | 8         | Die Ur-Familie           | Ordinary People         | 3. Nov. 2011         | 26. Apr. 2012                         | J. Miller Tobin    | Julie Plec & Caroline Dries Idee: Nick Wauters          | 3,51 Mio.       |
| An den Wänden der Höhle befinden sich jahrhundertealte Zeichnungen, die die Geschichte der Urvampire erzählt. Alaric beginnt die Malereien zu entschlüsseln, in der Hoffnung einen Weg zu finden Klaus zu töten. Unterdessen erzählt Rebekah Elena, wie sie und ihre Familie damals zu Vampiren wurden: Früher lebten sie friedlich in der Nähe eines Dorfes voller Werwölfe, aber nachdem einer Rebakahs Brüder in einer Vollmondnacht getötet wurde, versuchte ihr Vater – Mikael – seine Familie unverwundbar, und mächtiger als Werwölfe zu machen. Seine Frau – eine Hexe – führte schließlich ein Ritual durch, dass sie alle in Vampire verwandelte. Rebekah erzählt weiter, dass Mikael seine Frau schließlich getötet hat, als er von ihrer Untreue erfahren hat. Später muss Rebekah jedoch von Elena erfahren, dass Alaric aus den Höhlenmalereien herausgelesen hat, dass es tatsächlich Klaus war, der ihre Mutter in einem Werwolftypischen Wutausbruch getötet hat. Damon überzeugt Stefan, ihm bei dem Versuch Klaus zu töten, zu helfen, und auch Mikael, der von Katherine befreit wurde, bietet seine Hilfe an. |           |                          |                         |                      |                                       |                    |                                                         |                 |
| 53 | 9         | Die Homecoming-Party     | Homecoming              | 10. Nov. 2011        | 3. Mai 2012                           | Joshua Butler      | Evan Bleiweiss                                          | 3,17 Mio.       |
| Damon plant zusammen mit Mikael, Stefan und Katherine, Klaus zu töten. Als Katherine aber erfährt, dass Klaus seinen Hybriden befohlen hat, im Falle seines Ablebens Damon zu töten, ändern sie und Stefan ohne das Wissen der Anderen den Plan: Im entscheidenden Moment lässt Stefan die Gelegenheit, Klaus umzubringen, ungenützt, und gibt diesem stattdessen die Gelegenheit, Mikael zu erstechen. Aus Dankbarkeit erlöst Klaus Stefan von seinem Bann, wodurch er Klaus nicht mehr gehorchen muss. Während Katherine die Stadt verlässt, um vor Klaus zu fliehen, und Damon und Elena sauer auf Stefan sind, da er Klaus nicht getötet hat, stiehlt Stefan die Särge, in denen Klaus seine komatösen Familienmitglieder aufbewahrt, um sich an diesem für alles, was er ihm angetan hat, zu rächen. |           |                          |                         |                      |                                       |                    |                                                         |                 |
| 54 | 10        | Der neue Deal            | The New Deal            | 5. Jan. 2012         | 10. Mai 2012                          | John Behring       | Michael Narducci                                        | 3,32 Mio.       |
| Stefan hat die Särge von Klaus’ Familie versteckt. Dieser wird schnell gewalttätig, um Damon und Elena zu überzeugen, dass niemand sicher ist, bis er Stefan findet und seine Familie zurückbekommt. Er befiehlt einem seiner Hybriden, Jeremy umzubringen. Alaric rettet diesen, wird dabei aber an Jeremys Stelle von dem Hybrid getötet. Sein Unsterblichkeitsring belebt ihn wieder, aber seine Wunden werden nicht – wie sonst üblich – geheilt. Nachdem er im Krankenhaus schließlich mit Damons Blut geheilt worden ist, ist die schöne Dr. Fell von seiner wundersamen Heilung beeindruckt. Elena übergibt Klaus den leblosen Körper der erdolchten Rebekah, um ihn dazu zu bringen, Jeremy in Ruhe zu lassen. Klaus belebt seine Schwester jedoch nicht wieder, da sie weiß, dass er ihre Mutter getötet hat. |           |                          |                         |                      |                                       |                    |                                                         |                 |
| 55 | 11        | Der Bluff                | Our Town                | 12. Jan. 2012        | 10. Mai 2012                          | Wendey Stanzler    | Rebecca Sonnenshine                                     | 2,86 Mio.       |
| Da sie um Jeremys Sicherheit fürchtet, hat Elena Damon überredet, Jeremy per Gedankenkontrolle dazu zu bringen, die Stadt zu verlassen. Stefan sucht ein Druckmittel, mit welchen er Klaus beeinflussen kann. Er wird fündig, als Klaus alle seine Hybriden (außer Tyler) aus der Stadt schickt, nachdem Stefan gedroht hat, Elena in einen Vampir zu verwandeln. Alaric trifft erneut auf Dr. Fell, die gerade einen Streit mit ihrem Ex-Freund hat. Währenddessen feiert Caroline mit ihren Freunden ihren 18. Geburtstag. Auf der Feier beißt Tyler Caroline, da Klaus es ihm befohlen hat, um seine Loyalität zu prüfen. Der Biss eines Hybriden ist eigentlich tödlich für einen Vampir, aber Klaus gibt Caroline etwas von seinem Blut, und heilt sie damit. Damon und der Sherrif sind verwirrt, als sie den Leichenbeschauer – Dr. Fells Ex-Freund – gepfählt auffinden. Vor allem, da er kein Vampir war. |           |                          |                         |                      |                                       |                    |                                                         |                 |
| 56 | 12        | Die Bande des Schmerzes  | The Ties That Bind      | 19. Jan. 2012        | 21. Mai 2012                          | John Dahl          | Brian Young                                             | 2,71 Mio.       |
| Tyler versucht mit Carolines Vater Bills Hilfe, dafür zu sorgen, dass Klaus keine Kontrolle mehr über ihn hat. Als Tyler sich zu diesem Zweck in einen Wolf verwandelt wird Bill schwer verletzt. Im Krankenhaus bekommt er jedoch von Dr. Fell Vampirblut verabreicht, wodurch er komplett geheilt wird. Bonnie und Elena suchen Bonnies Mutter Abby auf, die diese vor Jahren verlassen hat. Die beiden erhoffen sich Hilfe von ihr, einen der vier Särge – der durch Magie verschlossen ist – zu öffnen. Klaus schafft es, die anderen drei Särge in seinen Besitz zu bringen, aber Damon hat zuvor Elijah wiederbelebt. Stefan ist sauer, als er erfährt, dass Elena und Damon sich geküsst haben. |           |                          |                         |                      |                                       |                    |                                                         |                 |
| 57 | 13        | Der verschlossene Sarg   | Bringing Out the Dead   | 2. Feb. 2012         | 21. Mai 2012                          | Jeffrey Hunt       | Turi Meyer & Al Septien                                 | 2,74 Mio.       |
| Bill wird im Krankenhaus von einem Unbekannten ermordet. Da er Vampirblut in seinem Körper hat, erwacht er jedoch in der Übergangsphase wieder zum Vampir. Zu Carolines Entsetzen entscheidet er sich dagegen, Menschenblut zu trinken, und stirbt schließlich endgültig. Elijah, Stefan, Damon und Klaus treffen sich, um einen Waffenstillstand auszuhandeln, als plötzlich Kol, Finn und Rebekah – Klaus' und Elijahs verbliebene Geschwister – wiederbelebt werden und zu den Vieren stoßen. Als Elena nach Hause kommt, muss sie feststellen, dass jemand versucht hat Alaric zu töten. Er überlebt, aber nur dank seines Ringes. Bonnie und ihre Mutter schaffen es gemeinsam, den verschlossenen Sarg zu öffnen, und sind überrascht von seinem Inhalt: Esther, die eigentlich bereits verstorbene Mutter der Urvampire, die allerdings ganz und gar nicht tot ist. |           |                          |                         |                      |                                       |                    |                                                         |                 |
| 58 | 14        | Gefährliche Liebschaften | Dangerous Liaisons      | 9. Feb. 2012         | 31. Mai 2012                          | Chris Grismer      | Caroline Dries                                          | 3,08 Mio.       |
| Esther gibt vor, Klaus den Mord an ihr vergeben zu haben, und teilt ihren Kindern mit, sie wolle mit ihnen zusammen friedlich in Mystic Falls leben. Anlässlich der Wiedervereinigung ihrer Familie veranstalten die Urvampire einen Ball, zu dem auch Elena, Caroline und Matt eingeladen sind. Caroline stellt erstaunt fest, dass Klaus an ihr interessiert scheint, ist ihm gegenüber aber zurückhaltend, da sie ja mit Tyler zusammen ist. Dieser hat die Stadt verlassen und arbeitet daran, den Einfluss, den Klaus auf ihn hat, zu überwinden. Elena erfährt von Esther, dass diese ein Ritual vorbereitet, in dem die Leben aller ihrer Kinder verbunden werden. Dadurch würden – sollte eines von ihnen sterben – alle sterben, wodurch Klaus’ Unsterblichkeit umgangen werden könnte. Unterdessen verarbeitet Damon seinen Frust, dass Elena seine Gefühle nicht erwidert, indem er mit Rebekah schläft. |           |                          |                         |                      |                                       |                    |                                                         |                 |
| 59 | 15        | All meine Kinder         | All My Children         | 16. Feb. 2012        | 7. Juni 2012                          | Pascal Verschooris | Evan Bleiweiss & Michael Narducci                       | 2,90 Mio.       |
| Nachdem nun alle Urvampire verbunden worden sind, will sich Finn freiwillig in einem Ritual von Esther töten lassen, um die Welt von den Urvampiren zu befreien. Elena hat ein schlechtes Gewissen, da sie nicht will, dass Elijah stirbt. Als dieser von ihr von Esthers Plan erfährt, nimmt er Elena gefangen, und droht den Salvatore-Brüdern mit ihrem Tod, wenn die beiden das Ritual nicht verhindern. Da Esther für das Ritual Unterstützung von zwei Bennet Hexen (Bonnie und ihre Mutter Abby) benötigt, verwandelt Damon Abby schließlich in einen Vampir, da sie dadurch keine Magie mehr wirken kann. Als Elijah, Rebekah, Kol und Klaus zum Ort des gescheiterten Rituals kommen, fliehen Esther und Finn. |           |                          |                         |                      |                                       |                    |                                                         |                 |
| 60 | 16        | 1912                     | 1912                    | 15. März 2012        | 14. Juni 2012                         | John Behring       | Julie Plec & Elisabeth R. Finch                         | 2,64 Mio.       |
| Alaric gerät unter Verdacht, die mysteriösen Morde an Bill und dem Leichenbeschauer begangen zu haben. Von seiner Unschuld überzeugt, versuchen Damon und Elena den wahren Täter zu finden. Als Damon sich an eine Mordserie im Jahre 1912 erinnert, die der jetzigen stark ähnelt, stellen die beiden weitere Nachforschungen an. Im Tagebuch Elenas Vorfahrin Samantha Gilbert finden die beiden Hinweise darauf, dass diese die damaligen Morde begangen hat. Samantha hat damals den Verstand verloren, da ihr Wiederberlebungsring – ein Erbstück der Gilbert-Familie – sie zu oft wiederbelebt hat. Sofort wird Elena und Damon klar, dass mit Alaric dasselbe geschehen sein muss, und er wohl doch der Mörder ist. Unterdessen versucht Stefan seine Gier nach Blut zu unterdrücken, braucht dabei jedoch Hilfe von Damon. |           |                          |                         |                      |                                       |                    |                                                         |                 |
| 61 | 17        | Alter Ego                | Break On Through        | 22. März 2012        | 21. Juni 2012                         | Lance Anderson     | Rebecca Sonnenshine                                     | 2,69 Mio.       |
| Elena bittet Bonnie, ihr dabei zu helfen Alaric von seinem Wahnsinn zu befreien. Unterdessen versucht dieser Dr. Meredith Fell zu töten, wird aber von Stefan aufgehalten. Mithilfe von Sage – einer alten Freundin – findet Damon heraus, dass die alte Wickery Bridge aus einem speziellen Holz gemacht ist, mit dem man Urvampire töten kann. Da Sage in Finn verliebt ist, verbrennt sie die Brücke jedoch, als sie herausfindet, dass alle Urvampire miteinander verbunden sind. Da sie dabei einen Teil der Brücke übersehen hat, ist Damon nun im Besitz einer Waffe, mit der man Urvampire töten kann. Während Bonnie versucht Alaric von seiner mordlustigen, vampirhassenden zweiten Persönlichkeit zu heilen, verlässt ihre Mutter sie erneut, da diese fürchtet sie könnte Bonnie als Vampir etwas anzutun. |           |                          |                         |                      |                                       |                    |                                                         |                 |
| 62 | 18        | Tödliche Blutlinie       | The Murder of One       | 29. März 2012        | 28. Juni 2012                         | J. Miller Tobin    | Caroline Dries                                          | 2,44 Mio.       |
| Damon, Alaric und Stefan fertigen aus dem Holz der Wickery Bridge Pflöcke an, um die Urvampire zu töten. Sie spüren Finn auf, und töten ihn – unter der Annahme, das würde auch den Tod der anderen Urvampire bedeuten – aber da Klaus zuvor Bonnie gezwungen hat, die Verbindung zu trennen, bleiben die Anderen unbeschadet. Als Sage – die von Finn verwandelt wurde – und ein Vampir den diese wiederum verwandelt hat, kurz nach Finn sterben, wird Stefan und Damon klar, dass mit dem Tod eines Urvampirs auch dessen komplette „Blutlinie“ stirbt. Da sie nicht wissen, zu welcher Blutlinie sie gehören, und da Tyler von Klaus verwandelt wurde, können sie nicht riskieren, einen der Urvampire zu töten, da das ihren Tod, oder den einer ihrer Freunde bedeuten könnte. Stefan handelt mit Klaus einen Friedensvertrag aus, und überreicht ihm alle Pflöcke, bis auf einen, der sich noch in Alarics Besitz befindet. Als er diesen von Alaric haben will, stellt sich heraus, dass Alarics vampirhassende zweite Persönlichkeit diesen versteckt hält. |           |                          |                         |                      |                                       |                    |                                                         |                 |
| 63 | 19        | Ein Herz von Finsternis  | Heart of Darkness       | 19. Apr. 2012        | 5. Juli 2012                          | Chris Grismer      | Brian Young & Evan Bleiweiss                            | 2,21 Mio.       |
| Esther kehrt nach Mystic Falls zurück und täuscht ihren Tod vor, ergreift aber stattdessen Besitz von Rebekahs Körper. Auch Tyler kehrt in die Stadt zurück, nachdem er die Verbindung mit Klaus überwunden hat. Um herauszufinden, zu welcher Blutlinie Damon und Stefan gehören, holen Elena und Damon Jeremy nach Mystic Falls zurück. Sie nutzen seine Fähigkeit, mit verstorbenen Vampiren zu kommunizieren, um von Rose – dem Vampir, der Katherine verwandelt hat – herauszufinden, wer sie verwandelte. Da dieser Vampir – Mary Porter – von Kol getötet wurde, endet ihre Suche nach dem Ursprung ihrer Blutlinie zunächst in einer Sackgasse. Elena will sich über ihre Gefühle für Damon klar werden und küsst ihn zu diesem Zweck. Unterdessen bringt Stefan Alarics böse Seite hervor, um von diesem zu erfahren, wo er den letzten Weißeichen-Pflock versteckt hat. Als dieser unter Folter den Ort preisgibt, lässt sich Rebekah (Esther) von Alaric dorthin führen und offenbart ihm ihre wahre Identität. Gemeinsam wollen sie nun alle Urvampire töten. |           |                          |                         |                      |                                       |                    |                                                         |                 |
| 64 | 20        | Der Vampirjäger          | Do Not Go Gentle        | 26. Apr. 2012        | 12. Juli 2012                         | Joshua Butler      | Michael Narducci                                        | 2,22 Mio.       |
| Esther kehrt in ihren eigenen Körper zurück und verwandelt Alaric in einen Urvampir, um sein vampirhassendes zweites Ich zu befähigen, die anderen Vampire alle zu töten. In der Übergangsphase zum Urvampir hat Alarics gute Seite jedoch noch Kontrolle über seinen Körper, und so gelingt es ihm, Esther zu töten. Er beschließt, die Transformation in einen Vampir nicht zu vollenden, was seinen Tod bedeuten würde. Während Damon Alaric bis zu dessen vermeintlich letztem Atemzug Gesellschaft leistet, sucht die völlig aufgelöste Elena in Stefans Armen Trost. Bevor Alaric endgültig stirbt, gelingt es Esther aus dem Jenseits jedoch, Kontrolle über Bonnies Körper zu erlangen, und Alaric etwas von deren Blut zu verabreichen, wodurch er sich schließlich doch noch in einen bösartigen Urvampir verwandelt. |           |                          |                         |                      |                                       |                    |                                                         |                 |
| 65 | 21        | Vor Sonnenuntergang      | Before Sunset           | 3. Mai 2012          | 19. Juli 2012                         | Chris Grismer      | Caroline Dries Idee: Charlie Charbonneau & Daphne Miles | 2,54 Mio.       |
| Alaric outet vor dem Gründerrat die Identität aller Vampire in Mystic Falls, und dass der Sherriff und die Bürgermeisterin (Tylers Mutter) diese verheimlicht haben. Da Klaus Stefan und Damon offenbart hat, dass er der Ursprung ihrer Blutlinie ist, rettet Elena Klaus' Leben, als er bei einem Kampf mit Alaric zu verlieren droht. Da sie herausgefunden hat, dass Esther bei Alarics Verwandlung in einen Urvampir sein Leben mit Elenas verbunden hat, droht sie nun sich selbst (und damit auch Alaric) zu töten, weswegen Alaric Klaus gehen lassen muss. Klaus will anschließend Elena töten, wird aber von Bonnie durch Magie in ein Koma gelegt. Während Damon und Stefan sich auf den Weg machen, Klaus' leblosen Körper im Atlantik zu versenken, stellt sich heraus, dass sich Elena bei den Auseinandersetzungen mit Alaric interne Blutungen zugezogen hat: Sie bricht bewusstlos zusammen. |           |                          |                         |                      |                                       |                    |                                                         |                 |
| 66 | 22        | Die Verstorbenen         | The Departed            | 10. Mai 2012         | 26. Juli 2012                         | John Behring       | Julie Plec Idee: Brett Matthews & Elizabeth R. Finch    | 2,53 Mio.       |
| Jeremy bringt Elena ins Krankenhaus, wo sie von Meredith mit Vampirblut geheilt wird. Um Elena besorgt, kehrt Stefan nach Mystic Falls zurück. Unterdessen ist Damon weiterhin unterwegs, um Klaus' komatösen Körper im Ozean zu versenken, wird aber schnell von Alaric aufgespürt, der Klaus' Körper tötet. Zuvor ist es Bonnie aber gelungen Klaus' Geist in Tylers Körper zu verlagern, wodurch sie Klaus' und das Leben ihrer Freunde rettet. Matt will Elena in Sicherheit bringen, da Rebekah und Elijah sie töten wollen und fährt mit ihr zu diesem Zweck von Mystic Falls weg. Als sie von Klaus vermeintlichen Tod erfahren (der den baldigen Tod ihrer Freunde bedeuten würde), muss sich Elena entscheiden, ob sie sich von Stefan oder Damon verabschieden will. Sie entscheidet sich für Stefan, aber auf dem Weg zu ihm wird Matts Wagen von Rebekah angegriffen, wodurch dieser von einer Brücke fährt und in einem Fluss untergeht. Stefan eilt den beiden zu Hilfe, hat aber nur Zeit einen von ihnen zu retten. Auf Elenas drängen hin rettet er Matt und Elena ertrinkt. Kurz darauf stirbt auch Alaric, der gerade dabei war Damon zu töten. Da Elena Vampirblut in ihrem Körper hatte, erwacht sie in der Übergangsphase zum Vampir wieder zum Leben. |           |                          |                         |                      |                                       |                    |                                                         |                 |

## Staffel 4
Die Erstausstrahlung der vierten Staffel war vom 11. Oktober 2012 bis zum 16. Mai 2013 auf dem US-amerikanischen Sender The CW zu sehen. Die deutschsprachige Erstausstrahlung sendete der deutsche Free-TV-Sender sixx vom 7. März bis zum 25. Juli 2013.
| Nr. (ges.) | Nr. (St.) | Deutscher Titel                | Originaltitel                    | Erstausstrahlung USA | Deutschsprachige Erstausstrahlung (D) | Regie              | Drehbuch                               | Zuschauer (USA) |
| --- | --------- | ------------------------------ | -------------------------------- | -------------------- | ------------------------------------- | ------------------ | -------------------------------------- | --------------- |
| 67 | 1         | Blutiges Erwachen              | Growing Pains                    | 11. Okt. 2012        | 7. März 2013                          | Chris Grismer      | Caroline Dries                         | 3,18 Mio.       |
| Während Elena bei der Entscheidung, ob sie sich in einen Vampir verwandeln oder lieber sterben will, zaudert, übernimmt der Pfarrer von Mystic Falls – Pastor Young – den Gründerrat. Er entmachtet Liz und die Bürgermeisterin und versucht, alle Vampire die von Alaric geoutet wurden, zu töten. Zusammen mit den Hilfssherrifs kann er Stefan, Rebekah und Elena gefangen nehmen. Bonnie versucht, mit dunkler Magie Elena zurück in einen Menschen zu verwandeln, scheitert aber. Zusammen mit Matt eilt Damon den gefangenen Vampiren zur Hilfe und befreit diese. Elena gelingt es noch rechtzeitig Menschenblut zu trinken und verwandelt sich vollständig in einen Vampir. Klaus – immer noch in Tylers Körper – zwingt Bonnie, ihn in seinen alten Körper zurückzubringen. Ihr gelingt es, aber da sie erneut dunkle Magie verwenden musste, wird der Geist ihrer Großmutter von den Geistern anderer Hexen bestraft. Pastor Young versammelt den gesamten Gründerrat, und sprengt diesen – zusammen mit sich selbst – in die Luft. |           |                                |                                  |                      |                                       |                    |                                        |                 |
| 68 | 2         | Die Gedenkfeier                | Memorial                         | 18. Okt. 2012        | 7. März 2013                          | Rob Hardy          | Jose Molina & Julie Plec               | 2,91 Mio.       |
| Elena stellt fest, dass sie sich von Tierblut und Blut aus Blutkonserven übergeben muss, und somit auf Menschenblut direkt von der Vene als Nahrungsmittel angewiesen ist. Unter dem Vorwand, Untersuchungen zur Explosion anzustellen, taucht der Vampirjäger Connor Jordan in der Stadt auf, und macht Jagd auf die Vampire. Jeremy bemerkt an diesem ein Tattoo, das aber sonst keiner sehen kann. Nachdem Connor herausgefunden hat, dass Tyler ein Vampir ist, schießt er während der Trauerfeier für den Gründerrat, mit einer Holzkugel auf diesen. Tyler überlebt, aber Connor gelingt es, trotz Damons Versuchen ihn aufzuhalten, zu entkommen. |           |                                |                                  |                      |                                       |                    |                                        |                 |
| 69 | 3         | Außer Kontrolle                | The Rager                        | 25. Okt. 2012        | 7. März 2013                          | Lance Anderson     | Brian Young                            | 2,87 Mio.       |
| Da Elena nur frisches Blut trinken kann, erlaubt Matt ihr, sich von seinem Blut zu ernähren. Während sie immer noch Probleme hat, sich an ihre verstärkten Gefühle als Vampir zu gewöhnen, erhält Tyler Besuch von Hayley, einer Werwölfin, die ihm geholfen hat, seine Verbindung mit Klaus zu brechen. Mit Jeremys Hilfe gelingt es Damon und Klaus, Connor zu überwältigen. Klaus will Connor zunächst töten, aber als Jeremy dessen Tattoo erwähnt, sperrt er ihn stattdessen in seinem Haus ein. Auf einer Party freundet sich Rebekah mit April Young, der Tochter von Pastor Young, an. |           |                                |                                  |                      |                                       |                    |                                        |                 |
| 70 | 4         | Die Fünf                       | The Five                         | 1. Nov. 2012         | 14. März 2013                         | Joshua Butler      | Brett Matthews & Rebecca Sonnenshine   | 3,27 Mio.       |
| Klaus wird klar, dass Connor einer der „Fünf“ – einer jahrhundertealten Vereinigung von Vampirjägern – ist. Vor 900 Jahren war er und seine Familie dem Bund schon einmal begegnet, und hat damals erfahren, dass diese – in ihren Tattoos verschlüsselt – eine Karte besitzen, die zu einem Ort führt, an dem sich eine „Waffe“ befindet, mit der man Vampire zurück in Menschen verwandeln kann. Klaus, der vorhat Elena zu heilen, um ihr Blut wieder zur Produktion seiner Hybride verwenden zu können, lässt sich von Jeremy eine Zeichnung von Connors Tattoo anfertigen, muss aber feststellen, dass dieses Unvollständig ist, da es nur abschnittsweise erscheint, wenn Connor einen Vampir tötet. Da er Streit mit seiner Schwester hat, legt Klaus Rebekah mit dem Dolch in ein Koma. Damon verbringt den Tag mit Elena, um ihr dabei zu helfen, ihre Blutlust unter Kontrolle zu bringen. |           |                                |                                  |                      |                                       |                    |                                        |                 |
| 71 | 5         | Tod des Jägers                 | The Killer                       | 8. Nov. 2012         | 21. März 2013                         | Chris Grismer      | Michael Narducci                       | 3,02 Mio.       |
| Connor ist es gelungen vor Klaus zu fliehen, und hält nun Jeremy, April und Matt gefangen, um den Vampiren in Mystic Falls eine Falle zu stellen. Während Stefan und Damon eine Rettungsaktion vorbereiten erfährt Jeremy von Connor, dass Jeremy „wie er“ sei, da er Connors Tattoo sehen kann. Da er nicht will, dass Connor stirbt, betäubt Stefan Damon, und befreit alleine die Geiseln. Als Elena – die Stefan gefolgt ist – sieht, wie Connor Jeremys Leben bedroht, wird Connor von ihr getötet. Kurze Zeit später bemerkt Jeremy, dass ein Teil von Connors Tattoo auf seiner Hand erschienen ist. Unterdessen planen Tyler und Hayley, den anderen Hybriden zu helfen, die Verbindung mit Klaus zu lösen und Bonnie verbringt Zeit mit dem Professor Atticus Shane, der ihr dabei hilft, ihre magischen Fähigkeiten wieder unter Kontrolle zu bringen, die sie, seit sie dunkle Magie verwendete, verloren hat. |           |                                |                                  |                      |                                       |                    |                                        |                 |
| 72 | 6         | Wir drehen alle mal durch      | We All Go a Little Mad Sometimes | 15. Nov. 2012        | 28. März 2013                         | Wendey Stanzler    | Evan Bleiweiss & Julie Plec            | 2,84 Mio.       |
| Seit Elena Connor getötet hat, wird sie von Halluzinationen geplagt, die sie in den Selbstmord treiben wollen. Von Professor Atticus Shane erfährt Damon, dass die Halluzinationen erst aufhören, wenn Connors Platz unter den „Fünf“ von einem neuen Jäger eingenommen wurde. Da Jeremy ein potentieller Jäger ist, bittet Caroline Klaus, ihm einen seiner Hybriden töten zu lassen, so dass sein Tattoo wächst, und er zu einem Jäger wird. Klaus willigt ein, nachdem Caroline ihm versprochen hat, mit ihm auszugehen. Jeremy tötet den Hybrid, und befreit somit seine Schwester von den Halluzinationen. Unterdessen hält Damon Elena davon ab, sich selbst etwas anzutun. Stefan hält es nicht mehr aus, dass Elenas Gefühle für Damon stärker geworden sind, seit sie ein Vampir ist, und macht mit ihr Schluss. |           |                                |                                  |                      |                                       |                    |                                        |                 |
| 73 | 7         | Meines Bruders Hüter           | My Brother’s Keeper              | 29. Nov. 2012        | 4. Apr. 2013                          | Jeffrey Hunt       | Caroline Dries & Elisabeth R. Finch    | 2,86 Mio.       |
| Seit Jeremy den Hybrid getötet hat, und damit einer der „Fünf“ wurde, hat er das kaum zu bändigende Verlangen, Vampire zu töten. Das geht so weit, dass er sogar davon träumt, seine Schwester umzubringen. Da Stefan Elena in einen Menschen zurückverwandeln will, bringt er Jeremy dazu, noch einen Vampir zu töten, damit sein Tattoo wächst. Dadurch wird allerdings auch sein Verlangen Vampire zu töten größer, wodurch er sich nicht mehr zurückhalten kann, und Elena attackiert. Da es für sie Zuhause nicht mehr sicher ist, zieht Elena ins Salvatore-Anwesen, und Matt zieht zu Jeremy, um auf diesen aufzupassen. Es stellt sich heraus, dass Haley heimlich mit Professor Shane zusammenarbeitet, und den „Erzeugerfluch“ der Hybride nicht ohne Hintergedanken bricht. Elena und Damon geben ihren Gefühlen füreinander nach, und schlafen miteinander. |           |                                |                                  |                      |                                       |                    |                                        |                 |
| 74 | 8         | Die Vampir-Bindung             | We’ll Always Have Bourbon Street | 6. Dez. 2012         | 11. Apr. 2013                         | Jesse Warn         | Charlie Charbonneau & Jose Molina      | 2,42 Mio.       |
| Caroline und Stefan wird klar, dass Elena – ähnlich wie die Hybride – unter einem „Erzeugerbann“ liegt. Da sie mit Damons Blut in einen Vampir verwandelt wurde, sind also ihre Gefühle für ihn stark verstärkt, und sie tut alles, um ihm gefällig zu sein. Nachdem Stefan Damon überzeugt hat, dass Elena wirklich unter dem Bann liegt, fahren die beiden gemeinsam nach New Orleans, um nach einer Hexe zu suchen, die den Bann aufheben kann. Nach einigem Suchen finden die beiden schließlich heraus, dass Damon Elena befehlen muss, ihn zu vergessen und keinen Kontakt mehr mit ihm zu haben, wenn er sie von dem Bann befreien will. |           |                                |                                  |                      |                                       |                    |                                        |                 |
| 75 | 9         | 12 Hybriden                    | O Come, All Ye Faithful          | 13. Dez. 2012        | 18. Apr. 2013                         | Pascal Verschooris | Michael J. Cinquemani & Julie Plec     | 2,81 Mio.       |
| Hayley, Tyler und die anderen Hybride, die inzwischen alle die Verbindung mit Klaus gebrochen haben, planen, Klaus unschädlich zu machen. Damon ist frustriert, da er nicht weiß, ob Elenas Gefühle für ihn echt sind, oder von dem Erzeugerbann herrühren. Professor Shane hypnotisiert Jeremy, so dass er seinen Drang, Vampire töten zu wollen, kontrollieren kann, und somit keine Gefahr mehr für seine Freunde und Elena darstellt. Hayley gesteht Tyler, dass sie mit Klaus zusammengearbeitet hat, und dass dieser von dem bevorstehenden Attentat weiß. Unterdessen tötet Klaus alle anderen Hybride. Stefan erfährt von Caroline, dass Damon und Elena immer noch zusammen sind, wodurch er furchtbar sauer wird. Währenddessen ringt sich Damon durch, den Kontakt mit Elena abzubrechen. Er zieht zusammen mit Matt und Jeremy ins Gilbert-Ferienhaus, wo er Jeremys Vampirjäger-Fähigkeiten trainiert. Um sich an Tyler – der das Attentat auf ihn geplant hat – zu rächen, tötet Klaus dessen Mutter, die Bürgermeisterin Carol Lockwood. |           |                                |                                  |                      |                                       |                    |                                        |                 |
| 76 | 10        | Die Wahrheit                   | After School Special             | 17. Jan. 2013        | 25. Apr. 2013                         | David Von Ancken   | Brett Matthews                         | 2,95 Mio.       |
| Nach Carols Tod wird Bonnies Vater, Rudy Hopkins, zum neuen Bürgermeister ernannt. April entdeckt die komatöse Rebekah und belebt sie wieder, woraufhin diese Stefan, Elena und Caroline kurzzeitig gefangen nimmt, um sich an ihnen zu rächen und um herauszufinden was geschehen ist, während sie im Koma lag. Unterdessen entführt Kol Professor Shane, um zu erfahren, was dieser über das Vampirheilmittel weiß. Shane erzählt ihm, dass man ein übernatürliches Wesen namens Silas erwecken muss, um an das Gegenmittel zu gelangen. Da Silas der Legende nach eine Art Apokalypse einleitet, will Kol verhindern, das die anderen weiter nach dem Gegenmittel suchen. Unterdessen wird Jeremys Vampirjägertrainig von Klaus unterbrochen, als dieser eine Bar voller Menschen in Vampire verwandelt und auf Jeremy hetzt, damit dieser sie tötet. |           |                                |                                  |                      |                                       |                    |                                        |                 |
| 77 | 11        | Fang mich doch, wenn du kannst | Catch Me If You Can              | 24. Jan. 2013        | 2. Mai 2013                           | John Dahl          | Brian Young & Michael Narducci         | 2,71 Mio.       |
| Jeremy bereitet sich darauf vor, die Vampire, die Klaus auf ihn gehetzt hat, zu töten, muss aber feststellen, dass Kol ihm zuvorgekommen ist, um zu verhindern, dass Jeremys Tattoo wächst. Da Kol Jeremy nicht töten kann, ohne von Halluzinationen heimgesucht zu werden, benutzt er stattdessen Gedankenkontrolle und befiehlt Damon, Jeremy zu töten. Unterdessen wird Shane verhaftet, da er vom Bürgermeister verdächtigt wird, die Explosion, bei der der Gründerrat gestorben ist, angezettelt zu haben. Shane gesteht schließlich Bonnie, dass dies der Wahrheit entspricht: Genau wie die zwölf Hybride, die Klaus getötet hat, waren diese zwölf Menschen ein notwendiges Opfer für den Zauber, der Silas wiedererwecken soll. Während Stefan Damon im Keller seines Hauses einsperrt, um zu verhindern, dass er Jeremy tötet, planen Elena und Jeremy Kol zu töten. Dies hätte den Effekt, dass Damon von der Gedankenkontrolle erlöst würde, und – da mit Kol unzählige weitere Vampire sterben – dass Jeremy das Tattoo vervollständigt. |           |                                |                                  |                      |                                       |                    |                                        |                 |
| 78 | 12        | Im Angesicht des Todes         | A View to a Kill                 | 31. Jan. 2013        | 9. Mai 2013                           | Brad Turner        | Rebecca Sonnenshine                    | 2,56 Mio.       |
| Der Bürgermeister ergreift einige drastische Maßnahmen, um die Einwohner von Mystic Falls vor den Vampiren zu schützen: So versetzt er unter anderem das Trinkwasser der Stadt mit Eisenkraut. Jeremy gelingt es Kol zu töten, wodurch sich sein Tattoo vervollständigt. Klaus will den Tod seines Bruders rächen, und Jeremy und Elena töten, wird aber von Bonnie durch Magie bis zum nächsten Vollmond in deren Wohnzimmer eingesperrt. Unterdessen hätte Stefan zusammen mit Matt Rebekah mit dem Dolch in ein Koma legen sollen, damit sie bei der Suche nach dem Gegenmittel nicht stört. Da sie ihm aber sagt, dass sie auch das Gegenmittel will, und sich in einen Menschen zurückverwandeln möchte, beschließt er, ihr nichts zu tun. |           |                                |                                  |                      |                                       |                    |                                        |                 |
| 79 | 13        | Die Insel                      | Into the Wild                    | 7. Feb. 2013         | 16. Mai 2013                          | Michael Allowitz   | Caroline Dries                         | 2,50 Mio.       |
| Shane, Stefan, Elena, Jeremy, Damon, Bonnie und Rebekah fahren auf eine abgelegene Insel vor der Küste von Nova Scotia, auf der das Gegenmittel zu finden ist. Shane erzählt den anderen die Geschichte von Silas: Vor 2000 Jahren wurde dieser von einer Hexe, die ihn liebte, unsterblich gemacht. Als er sie kurz darauf für eine Andere verließ, hat sie ihn – zusammen mit einem Mittel, das ihn sterblich machen kann – in einer Höhle versiegelt. Auf dem Weg ins Innere der Insel wird die Gruppe getrennt, als Shane, zusammen mit einem Hexenmeister, Jeremy und Bonnie entführt und sich zu der Höhle begibt, in der das Gegenmittel zu finden ist. Damon, der sich auf die Suche nach den beiden gemacht hat, wird von einem der „Fünf“ überwältigt. |           |                                |                                  |                      |                                       |                    |                                        |                 |
| 80 | 14        | Hinunter in den Kaninchenbau   | Down the Rabbit Hole             | 14. Feb. 2013        | 23. Mai 2013                          | Chris Grismer      | Jose Molina                            | 2,31 Mio.       |
| In Mystic Falls entschlüsseln Caroline und Tyler mithilfe des eingeschlossenen Klaus Jeremys Tattoo und erfahren, dass das Gegenmittel nur für eine Person reicht. Auf der Insel öffnet Bonnie den Raum, in dem Silas – der inzwischen zu Stein erstarrt ist – eingeschlossen ist. Da er das Gegenmittel fest umschlossen hält, muss man ihn wiedererwecken, um an es heranzukommen. Während Bonnie und Jeremy noch überlegen, wie sie dies umgehen können, taucht Katherine auf und füttert Silas mit Jeremys Blut, wodurch dieser erwacht. Katherine stiehlt das Gegenmittel und verschwindet wieder, während Silas weiter Jeremys Blut trinkt und ihn schließlich tötet. Bonnies Zauber, der Klaus eingeschlossen hatte, verliert seine Wirkung, wodurch Tyler gezwungen ist, Mystic Falls zu verlassen, da Klaus ihn ansonsten töten würde. |           |                                |                                  |                      |                                       |                    |                                        |                 |
| 81 | 15        | Bleib bei mir                  | Stand by Me                      | 21. Feb. 2013        | 30. Mai 2013                          | Lance Anderson     | Julie Plec                             | 2,91 Mio.       |
| Elena und Stefan kehren mit Jeremys totem Körper nach Mystic Falls zurück, während Damon auf der Insel bleibt, um Bonnie zu suchen. Diese trifft auf Professor Shane (tatsächlich ist es Silas, der dessen Gestalt angenommen hat), der ihr erklärt, dass sie – jetzt da Silas wieder lebendig ist – einen Zauber durchführen kann, der alle übernatürlichen Wesen, die jemals gestorben sind, wieder lebendig machen kann. Dazu muss sie aber noch ein drittes Ritual durchführen, bei dem zwölf Personen geopfert werden müssen. Damon findet Bonnie und kehrt mit dieser nach Mystic Falls zurück, wo diese den anderen ihren Plan offenbart. Die sind davon aber nicht begeistert. Unterdessen macht sich Rebekah auf die Suche nach Katherine und dem Gegenmittel, da sie wieder ein Mensch werden will. Da Elena Jeremys Tod nicht verkraftet, befiehlt Damon ihr, ihre Gefühle abzuschalten. Daraufhin brennt sie ihr Haus zusammen mit Jeremys Leiche nieder, um der Welt eine plausible Erklärung für dessen Tod zu geben. |           |                                |                                  |                      |                                       |                    |                                        |                 |
| 82 | 16        | Lass es krachen                | Bring It On                      | 14. März 2013        | 6. Juni 2013                          | Jesse Warn         | Elisabeth R. Finch & Michael Narducci  | 2,41 Mio.       |
| Seit Elena ihre Gefühle abgeschaltet hat, verhält sie sich impulsiv und rücksichtslos. Als Damon ihr befehlen will, sich zu benehmen, muss er feststellen, dass sie nicht mehr unter seinem Bann steht. Da Katherine von Hayley von dem Gegenmittel erfahren hat, sucht Klaus diese auf, um von ihr zu erfahren, wo Katherine ist. Während die beiden den Tag miteinander verbringen, erzählt sie ihm alles, was sie über Katherine weiß. Die beiden stellen fest, dass sie sich überraschend gut verstehen und schlafen schließlich miteinander. Rebekahs Suche nach dem Gegenmittel endet in einer Sackgasse, als Damon einen von Katherines Handlangern tötet, von dem sie sich Informationen erhofft hatte. |           |                                |                                  |                      |                                       |                    |                                        |                 |
| 83 | 17        | Das dritte Massaker            | Because the Night                | 21. März 2013        | 13. Juni 2013                         | Garreth Stover     | Brian Young & Charlie Charbonneau      | 2,65 Mio.       |
| Damon, Elena und Rebekah fahren nach New York City, um nach Katherine und dem Gegenmittel zu suchen. Dort angekommen erzählt Damon Elena von der Zeit, die er in den 70ern in New York verbracht hat. Unterdessen finden Klaus, Stefan und Caroline heraus, was Silas' Plan ist: Er will mit seiner (bereits verstorbenen) großen Liebe wiedervereinigt werden und möchte daher durch das Gegenmittel sterblich werden. Zuvor muss er jedoch die Barriere zwischen dem Jenseits für übernatürliche Wesen und dem für Menschen zerstören. Er zwingt Bonnie ein Ritual durchzuführen, das dies bewirkt. Für dieses müssen zuvor 12 Hexen geopfert werden, was Caroline verhindern will. Als sie jedoch sieht, dass die 12 Hexen drauf und dran sind, Bonnie in Selbstverteidigung zu töten, greift sie ein und tötet die Hexen selbst. In New York findet Damon eine Liste mit Katherines letzten Aufenthaltsorten, aber er wird von Elena und Rebekah hintergangen: Sie stehlen die Liste und machen sich zu zweit auf den Weg zu Katherine. |           |                                |                                  |                      |                                       |                    |                                        |                 |
| 84 | 18        | Splitter im Herzen             | American Gothic                  | 28. März 2013        | 20. Juni 2013                         | Kellie Cyrus       | Evan Bleiweiss & Jose Molina           | 2,46 Mio.       |
| Elena und Rebekah spüren Katherine in einer Kleinstadt auf, wo sie sich mit Elijah verabredet hat. Sie will ihn als Mittelsmann benutzen, um mit Klaus einen Friedensvertrag im Austausch für das Gegenmittel auszuhandeln. Während Elena sich als Katherine ausgibt und zu dem Treffen mit Elijah geht, findet Rebekah – zusammen mit Damon und Stefan – in Katherines Wohnung vermeintlich das Gegenmittel. Trotz der Einwände von Stefan und Damon nimmt Rebekah das Mittel, muss aber schnell feststellen, dass es nur eine wirkungslose Fälschung war. Schließlich taucht Elijah, der Elena schnell erkannt hat, auf, und lässt sich von Katherine das richtige Gegenmittel geben. |           |                                |                                  |                      |                                       |                    |                                        |                 |
| 85 | 19        | Der Abschlussball              | Pictures of You                  | 18. Apr. 2013        | 27. Juni 2013                         | J. Miller Tobin    | Neil Reynolds & Caroline Dries         | 2,14 Mio.       |
| Da Rebekah das Gegenmittel von ihm haben will, lässt Elijah sie als Test einen Tag „als Mensch“ leben. Das heißt, sie muss komplett darauf verzichten, ihre übernatürlichen Fähigkeiten zu benutzen. Damon und Stefan versuchen immer noch, Elena dazu zu bringen, ihre Gefühle wieder zu aktivieren, was ihnen jedoch nicht gelingt. Als Elena dann beinahe Bonnie tötet, sehen sich die beiden schließlich zu drastischeren Maßnahmen gezwungen und sperren sie in ihren Keller ein, bis sie wieder sie selbst ist. Anlässlich des Abschlussballes kommt Tyler kurzzeitig wieder nach Mystic Falls, um Caroline zu besuchen. Rebekah hat Elijahs Test mehr oder weniger bestanden und will nun von diesem das Gegenmittel einfordern. Dummerweise hat Elijah das Gegenmittel aber bereits Silas überreicht. Dieser kann seine Gestalt beliebig ändern und konnte so Elijah überzeugen, er wäre seine Schwester. Klaus erhält Nachricht von Katherine, dass Hexen in New Orleans möglicherweise ein Komplott gegen ihn planen. |           |                                |                                  |                      |                                       |                    |                                        |                 |
| 86 | 20        | Stadt der Vampire              | The Originals                    | 25. Apr. 2013        | 4. Juli 2013                          | Chris Grismer      | Julie Plec                             | 2,24 Mio.       |
| Klaus begibt sich auf Katherines Hinweis hin nach New Orleans. Dort angekommen, muss er feststellen, dass sich die Stadt – die er damals mitgegründet hat – stark verändert hat. So hat es zum Beispiel sein ehemaliger Schützling Marcel zum Anführer der Vampire geschafft. Marcel hat die Stadt fest im Griff: Er hat alle Werwölfe vertrieben und es sogar geschafft, den Hexen das Zaubern zu verbieten. Klaus spürt die Hexe auf, vor der Katherine ihn gewarnt hat, aber bevor er sie befragen kann, tötet Marcel sie, da sie verbotenerweise Magie verwendet hat. Klaus gelingt es schließlich von deren Schwester zu erfahren, dass die Hexen von New Orleans Marcel stürzen wollen und dazu Klaus' Hilfe benötigen. Den Hexen ist es gelungen, Hayley – die überraschenderweise von Klaus schwanger ist – in ihre Gewalt zu bringen und wollen so Klaus' Unterstützung erzwingen. Er will den Hexen zunächst nicht helfen, wird aber dann schließlich von Elijah überzeugt, die Mutter seines ungeboren Kindes nicht einfach im Stich zu lassen. Fortan arbeiten die Brüder nun gemeinsam daran, dass Klaus Marcels Platz als „König von New Orleans“ einnehmen kann.                                                         |           |                                |                                  |                      |                                       |                    |                                        |                 |
| 87 | 21        | Das letzte Mittel              | She’s Come Undone                | 2. Mai 2013          | 11. Juli 2013                         | Darnell Martin     | Michael Narducci & Rebecca Sonnenshine | 2,17 Mio.       |
| Stefan und Damon greifen auf extreme Maßnahmen zurück, um Elena dazu zu bringen, ihre Gefühle wieder einzuschalten: Damon bricht Matt vor Elenas schockierten Augen das Genick. Als dieser klar wird, dass Matt Jeremys Unsterblichkeitsring trug und somit nicht sterben kann, ist ihre Erleichterung so groß, dass ihre Gefühle zurückkehren. Von der Trauer über ihren Bruder und den Schuldgefühlen wegen der Taten, die sie ohne ihre Gefühle begangen hat, überwältigt, beschließt Elena, all ihre Energie in den Versuch Katherine umzubringen zu stecken – war diese doch unter anderem für Jeremys Tod verantwortlich. Bonnie überredet unterdessen Katherine, ihr bei Vorbereitungen, das Tor zum Jenseits kurzzeitig zu öffnen, zu helfen, damit sie von Qetsiyah, der Hexe, die Silas damals in der Höhle versiegelt hat, erfahren kann, wie diese dies bewerkstelligt hat. |           |                                |                                  |                      |                                       |                    |                                        |                 |
| 88 | 22        | Die lebenden Toten             | The Walking Dead                 | 9. Mai 2013          | 18. Juli 2013                         | Rob Hardy          | Brian Young & Caroline Dries           | 2,28 Mio.       |
| Bonnie öffnet in der Umgebung um Mystic Falls teilweise das Tor zur „Anderen Seite“, den Teil des Jenseits, der für übernatürliche Wesen reserviert ist. Dies hat den Effekt, dass unter anderem die Geister von Alaric, Jeremy und Lexi, aber auch der von Kol und die der geopferten Hybriden und Hexen erscheinen. Silas – in der Gestalt von Caroline – taucht auf und will Bonnie dazu zwingen, das Tor vollständig zu öffnen, so dass er das Gegenmittel nehmen, sterben und in das „normale“ Jenseits zu seiner Geliebten eingehen kann. Stattdessen führt Bonnie einen Zauber durch, der Silas zu Stein verwandelt und somit unschädlich macht. Von dieser Leistung übermütig geworden, führt Bonnie einen weiteren Zauber durch, um Jeremy wieder permanent lebendig zu machen. Der Zauber wirkt, kostet sie aber zu viel Kraft, weswegen sie zusammenbricht und stirbt. |           |                                |                                  |                      |                                       |                    |                                        |                 |
| 89 | 23        | Abschlussfeier                 | Graduation                       | 16. Mai 2013         | 25. Juli 2013                         | Chris Grismer      | Caroline Dries & Julie Plec            | 2,24 Mio.       |
| Um ihre Abschlussfeier zusammen mit ihren Freunden noch erleben zu können, hat Bonnie das Tor zur anderen Seite noch nicht verschlossen. Dies hat aber den unerwünschten Nebeneffekt, dass die getöteten Hybride, Hexen und Jäger und auch Kol weiterhin die Stadt unsicher machen und alte Rechnungen begleichen wollen. Elena gesteht Damon, dass ihre Gefühle für ihn echt sind. Stefan ist darüber enttäuscht und verlässt – zusammen mit dem versteinerten Silas, den er am Grund eines tiefen Sees versenken will – die Stadt. Während Bonnie nun nach der Feier das Tor zur anderen Seite wieder schließt und dadurch endgültig stirbt, hat Elena eine Konfrontation mit Katherine, der sie nur entkommt, indem sie Katherine gewaltsam das Gegenmittel einflößt. Dieses hat sie zuvor von Stefan erhalten, der es bei Silas versteinerten Körper gefunden hat. Stefan muss feststellen, dass mit Bonnies Tod Silas Versteinerung aufgehoben wurde. Dieser eröffnet ihm nun, dass er wie alle anderen unsterblichen Wesen eine Schwachstelle hat: einen sterblichen „Doppelgänger“ – Stefan. Um diese Schwachstelle zu beseitigen, schließt Silas seinen Doppelgänger in einen Tresor ein und versenkt ihn am Grunde eines Sees. |           |                                |                                  |                      |                                       |                    |                                        |                 |

## Staffel 5
Die Erstausstrahlung der fünften Staffel war vom 3. Oktober 2013 bis zum 15. Mai 2014 auf dem US-amerikanischen Sender The CW zu sehen. Die deutschsprachige Erstausstrahlung sendete der deutsche Free-TV-Sender sixx vom 6. Februar bis zum 9. Oktober 2014.
| Nr. (ges.) | Nr. (St.) | Deutscher Titel                            | Originaltitel                   | Erstausstrahlung USA | Deutschsprachige Erstausstrahlung (D) | Regie              | Drehbuch                                 | Zuschauer (USA) |
| --- | --------- | ------------------------------------------ | ------------------------------- | -------------------- | ------------------------------------- | ------------------ | ---------------------------------------- | --------------- |
| 90 | 1         | Ich weiß, was du letzten Sommer getan hast | I Know What You Did Last Summer | 3. Okt. 2013         | 6. Feb. 2014                          | Lance Anderson     | Caroline Dries                           | 2,59 Mio.       |
| Bonnie ist es mit der Hilfe von Jeremy – der sie als Geist sehen kann – gelungen, ihren Tod vor ihren Freunden und ihrer Familie geheimzuhalten, indem sie alle in dem Glauben lässt, sie würde durchs Land reisen. Rebekah, die den Sommer mit Matt in Europa verbracht hat, beschließt zu ihren Brüdern nach New Orleans zu ziehen. Elena und Caroline beginnen ihr Universitätsstudium, welches aber nicht so verläuft, wie sie es sich vorgestellt haben: Schon am ersten Tag wird ihre Mitbewohnerin Megan von einem Vampir getötet. Katherine hat Schwierigkeiten, ein Mensch zu sein, will sich aber nicht in einen Vampir verwandeln lassen, aus Angst, es könnte möglicherweise wegen des Gegenmittels nicht funktionieren. Silas gibt sich Damon gegenüber zu erkennen, und verlangt von ihm Katherine, im Austausch für den Aufenthaltsort von Stefan. Als Jeremy sie zu den beiden bringen will, tötet sie ihn fast und entkommt. Daraufhin bringt Silas praktisch die gesamte Stadt, die zu einem Stadtfest versammelt war, mit seinen psychischen Kräften unter seine Kontrolle und befiehlt ihnen, nach Katherine zu suchen. Dabei tötet er auch den Bürgermeister, Bonnies Vater. |           |                                            |                                 |                      |                                       |                    |                                          |                 |
| 91 | 2         | Wahre Lügen                                | True Lies                       | 10. Okt. 2013        | 13. Feb. 2014                         | Joshua Butler      | Brian Young                              | 2,14 Mio.       |
| Caroline und Elena stellen überrascht fest, dass Megans Tod offiziell als Selbstmord geführt wird. Sie folgern, dass der untersuchende Arzt – Wes Maxfield – einer Organisation angehört, die Vampiraktivitäten geheim hält. Katherine wird von den Stadtbewohnern, die Silas hypnotisiert hat, angegriffen und verfolgt, kann aber von Matt und Jeremy in Sicherheit gebracht werden. Silas erfährt von Elena (die ihn für Stefan hält), wo sich Katherine aufhält und hypnotisiert sie anschließend Damon zu töten, aber ihr gelingt es, der Hypnose zu widerstehen. Nachdem Elena von Damon erfahren hat, dass Silas Stefans Platz eingenommen hat, beschließt sie, ihr Studium zu unterbrechen, bis Silas besiegt wurde. Jeremy, Matt und Katherine gelingt es gemeinsam, Silas Angriffe abzuwehren und vorerst zu entkommen. Als sich Silas anschließend von seinen Wunden erholt, taucht plötzlich die mysteriöse Nadia auf, und bietet ihm ihre Unterstützung an. |           |                                            |                                 |                      |                                       |                    |                                          |                 |
| 92 | 3         | Erbsünde                                   | Original Sin                    | 17. Okt. 2013        | 20. Feb. 2014                         | Jesse Warn         | Melinda Hsu Taylor & Rebecca Sonnenshine | 2,93 Mio.       |
| Stefan wird von Qetsiyah, der Hexe, die Silas damals in der Höhle versiegelt hat, befreit. Ihr ist es gelungen die „Andere Seite“ zu verlassen, als Bonnie das Tor zu dieser geöffnet hat. Sie erzählt Stefan, dass sie und Silas vor 2000 Jahren einer Vereinigung mächtiger Hexen angehörten – den Travelers. Da Qetsiyah in Silas verliebt war, hat sie ein Mittel erschaffen, dass sie beide unsterblich machen sollte. Stattdessen hat er es jedoch zusammen mit seiner wahren Liebe Amara genommen, wodurch für beide eine lange Reihe sterblicher Doppelgänger erzeugt wurde – zu denen auch Stefan, Elena und Katherine gehören. Aus Rache hat Qetsiyah Amara mit dem Gegenmittel getötet. Unterdessen stellt sich heraus, dass Matt von dem Traveler Gregor besessen ist, dessen Körper von Nadia getötet wurde, um Silas ihre Loyalität zu beweisen. In Wahrheit arbeitet Nadia jedoch mit Gregor zusammen, um Silas zu töten. Damon und Elena finden Stefan in einer Hütte, in der Qetsiyah mit seiner Hilfe einen Zauber durchgeführt hat, der Silas seiner mentalen Kräfte beraubt. Dabei hat Stefan jedoch sein Gedächtnis verloren. Nadia nimmt Katherine gefangen und offenbart ihr, dass ihr Blut als Gegenmittel für Unsterblichkeit genutzt werden könne. |           |                                            |                                 |                      |                                       |                    |                                          |                 |
| 93 | 4         | Wem die Stunde schlägt                     | For Whom the Bell Tolls         | 24. Okt. 2013        | 27. Feb. 2014                         | Michael Allowitz   | Brett Matthews & Elisabeth R. Finch      | 2,63 Mio.       |
| Damon und Elena versuchen vergebens, Stefans Gedächtnis zurückzubringen. Dieser hat ohne seine Erinnerungen Probleme, seine Blutlust unter Kontrolle zu bringen, und greift schließlich Jesse an, einen Freund von Caroline. Mithilfe ihres Blutes gelingt es Caroline jedoch, Jesse das Leben zu retten. Als Stefan erfährt, dass Elena ihn für Damon verlassen hat, will er einen Schlussstrich unter sein altes Leben setzen, und verbrennt frustriert seine Tagebücher. Matt findet heraus, dass er besessen ist, und versucht verzweifelt Bonnie zu kontaktieren, um sie um Hilfe zu bitten. Jeremy sieht sich dadurch nicht mehr in der Lage, Bonnies Tod zu verheimlichen und erzählt schließlich allen davon. Als Tyler die Nachricht erhält, kehrt er nach Mystic Falls zurück, um Abschied von Bonnie zu nehmen und um seinen Freunden beizustehen. Wes Maxfield bemerkt das Vampirblut in Jesses Körper und tötet diesen, um ihn in einen Vampir zu verwandeln. |           |                                            |                                 |                      |                                       |                    |                                          |                 |
| 94 | 5         | Der Tod steht ihr gut                      | Monster’s Ball                  | 31. Okt. 2013        | 6. März 2014                          | Kellie Cyrus       | Sonny Postiglione                        | 2,07 Mio.       |
| Elena kehrt an die Universität zurück, wo sie beginnt Nachforschungen zu Megans Tod anzustellen. Sie lernt Professor Wes’ Pflegekind Aaron kennen, der ein alter Freund von Megan war. Wes führt unterdessen Experimente an Jesse durch. Damon beschließt, Silas bei seinem Ziel, sich selbst zu töten, zu unterstützen, wobei Silas als Gegenleistung Bonnie wieder lebendig machen soll. Da Silas aber erst sterben will, wenn die Andere Seite nicht mehr existiert und er mit seiner Geliebten wiedervereinigt werden kann, soll Damon ihm bei der Suche nach einem magischen Objekt helfen. An dieses ist der Zauber, der die Andere Seite erschafft, gebunden, was bedeutet, man kann damit die andere Seite auch zerstören. Damon muss Stefan mehrmals kurzzeitig töten, damit Silas, der wieder über seine mentalen Fähigkeiten verfügt, solange Stefan tot ist, von Qetsiyah – die sich jetzt Tessa nennt – erfahren kann, wo sich das Objekt befindet. Unterdessen findet Katherine heraus, dass Nadia ihre Tochter ist. Um Katherine besser aufspüren zu können, hat sich diese vor langer Zeit in einen Vampir verwandeln lassen. Tyler macht mit Caroline Schluss, da er vorhat Mystic Falls zu verlassen, um sich an Klaus zu rächen. Silas gelingt es schließlich, Katherines Blut, und damit das Gegenmittel, zu trinken. |           |                                            |                                 |                      |                                       |                    |                                          |                 |
| 95 | 6         | Amara                                      | Handle with Care                | 7. Nov. 2013         | 13. März 2014                         | Jeffrey Hunt       | Caroline Dries & Holly Brix              | 2,59 Mio.       |
| Katherine hat Silas Angriff überlebt, zeigt aber plötzlich rapide Alterungserscheinungen. Silas – der nun wieder sterblich ist – macht sich auf die Suche nach dem Anker, an den die Andere Seite gebunden ist. Tessa bedroht Elenas Leben, um Damon zu zwingen, Silas zu töten, bevor dieser die Andere Seite zerstören kann, aber Stefan gelingt es Elena zu retten, indem er Tessa niedersticht. Silas entdeckt, dass der Anker Amara ist, die Frau, für die er damals Tessa verlassen hat. Da Tessa nur eine Dosis des Gegenmittels herstellen konnte, und sie damit Silas töten wollte, war sie nicht in der Lage Amara zu töten. Als Amara erfährt, dass Silas das Gegenmittel getrunken hat, und sein Blut damit als Gegenmittel wirkt, sticht sie ihn nieder und trinkt aus der Wunde. Damon nimmt sie anschließend gefangen, um sicherzustellen, dass ihr nichts geschieht, da sonst die andere Seite samt Bonnie zerstört werden würde. Unterdessen gibt sich Katherine als Elena aus, um es so aussehen zu lassen, als ob Elena kein Vampir wäre. Tessa rächt sich an Stefan, indem sie sein Gedächtnis, und damit auch all seine schmerzhaften Erinnerungen, wiederherstellt. |           |                                            |                                 |                      |                                       |                    |                                          |                 |
| 96 | 7         | Der Tod und das Mädchen                    | Death and the Maiden            | 14. Nov. 2013        | 20. März 2014                         | Leslie Libman      | Rebecca Sonnenshine                      | 2,72 Mio.       |
| Katherine erfährt von Wes, dass sie aufgrund ihres raschen Alterungsprozess wahrscheinlich nur noch einige Monate zu leben hat. Jeremy und Bonnie stellen fest, dass Amara als Anker sowohl in dieser, als auch auf der Anderen Seite präsent ist. Daraufhin hat Damon die Idee, Tessa einen Zauber durchführen zu lassen, der Bonnie anstelle von Amara zum Anker machen soll. Tessa führt den Zauber erfolgreich durch, woraufhin sich Amara selbst tötet, um sich von ihrem 2000 Jahre währenden Leid zu erlösen. Da es Stefan zuvor gelungen ist, Silas zu töten und dieser nun – im Gegensatz zu Amara – auf der Anderen Seite ist, tötet sich Tessa selbst, um wieder bei ihm zu sein. Bonnies Freude, mit ihren Freunden wiedervereinigt zu sein, hält nicht lange, da sie feststellen muss, dass alle übernatürlichen Wesen, die sterben, nun durch sie auf die Andere Seite überwechseln, was für Bonnie jedes Mal ein schmerzhafter Prozess ist. Nadia schlägt Katherine vor, Zeit miteinander zu verbringen, um sich besser kennenzulernen aber Katherine weist sie harsch zurück. |           |                                            |                                 |                      |                                       |                    |                                          |                 |
| 97 | 8         | Vampirlaborratten                          | Dead Man on Campus              | 21. Nov. 2013        | 27. März 2014                         | Rob Hardy          | Brian Young & Neil Reynolds              | 2,67 Mio.       |
| Jesse gelingt es, Wes zu entkommen. Als Damon von Wes’ Experimenten erfährt, foltert er Wes, um herauszufinden wieso er diese durchgeführt hat. Er erfährt, dass Wes zu einer Geheimorganisation namens Augustin gehört die Vampire bekämpft. Zu diesem Zweck hat er auch Jesse in eine neue Sorte Vampir verwandelt, die sich von Vampirblut ernährt und stärker als normale Vampire ist. Jesse kehrt in Wes’ Labor zurück, um ihn zur Rede zu stellen. Als er dort Damon erblickt, kann er seinen Hunger auf Vampirblut nicht mehr kontrollieren und greift ihn an, weswegen er schließlich von Elena getötet werden muss. Bonnie genießt es, wieder unter den Lebenden zu sein, hat aber auch mit den Konsequenzen ihrer neuen Existenz zu kämpfen. Katherine erfährt, dass Matt von einem Traveler besessen ist, und ersticht ihn daher mit einem besonderen, magischen Messer. Dadurch wird der Traveler getötet, aber Matt selbst nimmt keinen Schaden. Stefan und Katherine unterstützen sich gegenseitig bei ihren Problemen: Während Katherine ihr bevorstehender Tod zu schaffen macht, ist Stefan von Erinnerungen an seine Zeit gefangen unter Wasser geplagt. Damon wird von Wes überwältigt und gefangengenommen. |           |                                            |                                 |                      |                                       |                    |                                          |                 |
| 98 | 9         | Die Zelle                                  | The Cell                        | 5. Dez. 2013         | 3. Apr. 2014                          | Chris Grismer      | Melinda Hsu Taylor                       | 2,36 Mio.       |
| Auf der Suche nach Damon wird Elena ebenfalls von Wes überwältigt, und zu Damon in eine Zelle gesteckt. Dort erzählt er ihr, dass er in den 1950er Jahren schon einmal von Augustin gefangengehalten worden sei. Damals wurden über mehrere Jahre Experimente mit seinen vampirischen Selbstheilungsfähigkeiten durchgeführt. Mit der Hilfe eines weiteren Gefangenen – Enzo – gelang es ihm schließlich zu entkommen, dabei musste er diesen aber zurücklassen. Schon während seiner Gefangenschaft hatte Damon einen perfiden Racheplan geschmiedet, den er nach seiner Flucht konsequent ausführte: Er tötete alle Mitglieder der Whitmore-Familie – die die Augustin-Organisation gegründet haben – bis auf ein einziges, und wiederholt dasselbe bei jeder Generation. Elena erfährt, dass Damon seine Rache niemals aufgegeben hat, und selbst vor kurzem noch einen Whitmore ermordet hat. Unterdessen hilft Katherine Stefan dabei, das Trauma seiner Gefangenschaft zu überwinden. Dabei kommen alte Gefühle füreinander wieder hoch. |           |                                            |                                 |                      |                                       |                    |                                          |                 |
| 99 | 10        | Wes’ Geheimlabor                           | Fifty Shades of Grayson         | 12. Dez. 2013        | 10. Apr. 2014                         | Kellie Cyrus       | Caroline Dries                           | 2,44 Mio.       |
| Damon gelingt es zu entkommen und droht Wes, dessen Pflegesohn Aaron zu töten, wenn er Elena nicht freilässt. Diese erfährt unterdessen, dass ihr Vater ebenfalls für Augustin Experimente an Vampiren durchgeführt hat. Wes verabreicht Damons alten Mitgefangenen Enzo ein Gift und lässt ihn anschließend frei. Er sagt ihm, er bekäme das Gegengift nur, wenn er Damon töte. Während Stefan Elena befreit, bricht Damon in Wes’ Labor ein und stiehlt das Gegengift um es Enzo zu geben. Aaron findet heraus, dass Wes an Vampiren unmenschliche Experimente durchführt und will nichts mehr mit ihm zu tun haben. Damon macht mit Elena schluss, da ihm durch seine Begegnung mit Enzo vor Augen geführt wurde, was für eine schlechte Person er sei, und er befürchte einen schlechten Einfluss auf sie haben zu können. Katherine macht ihre rapide Alterung zunehmend zu schaffen. Sie bemüht sich, vor ihrem Tod Vergebung von Stefan zu erlangen, schafft dies aber nur teilweise. Auf dem Weg zu Nadia, die eine Idee hat, ihr Leben zu retten, erleidet Katherine einen Herzinfarkt. |           |                                            |                                 |                      |                                       |                    |                                          |                 |
| 100 | 11        | Im Körper des Feindes                      | 500 Years of Solitude           | 23. Jan. 2014        | 17. Apr. 2014                         | Chris Grismer      | Julie Plec & Caroline Dries              | 2,72 Mio.       |
| Nach ihrem Herzinfarkt hat Katherine nur noch maximal einen Tag zu leben, den sie im Salvatore-Anwesen verbringt, im Beisein aller, die sie gekannt hat. Die meisten sind allerdings nicht gerade traurig über ihren bevorstehenden Tod. Nadia jedoch will sich nicht mit dem Tod ihrer Mutter abfinden, und erklärt ihren Plan, Katherines Leben zu retten: Da Katherines Vater ein Traveler war, hat Katherine die Fähigkeit von Anderen Besitz zu ergreifen. Indem sie Matt lebendig begräbt, erpresst Nadia Elenas und Stefans Hilfe, einen Traveler aufzuspüren, der Katherine das Besitzergreifen beibringen kann. Währenddessen machen sich die anderen auf die Suche nach dem vergrabenen Matt. Überraschend tauchen Klaus und Rebekah auf, die von Katherines Zustand gehört haben. Während Rebekah Matt rettet, ist Klaus bei Caroline. Nachdem er geschworen hat, dass er nie wieder nach Mystic Falls kommen wird, gesteht sie ihm, dass sie Gefühle für ihn hat, und die beiden schlafen miteinander. Kurze Zeit später kehrt auch Tyler nach Mystic Falls zurück. Nadia erhält die Hilfe der Traveler, im Austausch gegen Stefans und Elenas Doppelgängerblut. Katherine erlernt, wie man von Anderen Besitz ergreift, aber sie will nicht Nadia besetzen, die sich freiwillig gemeldet hätte. Durch Stefans Hilfe findet Katherine Frieden mit ihrer Vergangenheit und stirbt im Beisein von Elena. Kurz zuvor ergreift Katherine jedoch Besitz von deren Körper. |           |                                            |                                 |                      |                                       |                    |                                          |                 |
| 101 | 12        | Der Teufel in mir                          | The Devil Inside                | 30. Jan. 2014        | 24. Apr. 2014                         | Kellie Cyrus       | Brett Matthews & Sonny Postiglione       | 2,42 Mio.       |
| Katherine und Nadia wollen dafür sorgen, dass Katherine dauerhaft Kontrolle über Elenas Körper hat. Zu diesem Zweck wollen die beiden ein Ritual durchführen, für das jedoch Katherines sterbliche Überreste benötigt werden, die Damon bereits an einem unbekannten Ort begraben hat. Tyler erfährt, dass Caroline mit Klaus – dem Mörder seiner Mutter – geschlafen hat. Angewidert und enttäuscht macht er ihr klar, dass er nichts mehr mit ihr zu tun haben wolle. Enzo will Damon überreden, mit ihm zusammen Aaron zu töten, der das letzte verbliebene Mitglied der Whitmore-Familie ist, die damals an ihnen experimentiert hat. Damon lehnt dies jedoch zunächst ab. Nadia und Katherine spüren Katherines Leiche auf und vollziehen das Ritual, wodurch Katherine nun permanent Kontrolle über Elenas Körper hat. Sie beschließt, weiterhin vorzugeben Elena zu sein und will versuchen, wieder mit Stefan zusammenzukommen. Als sie Damon, der glaubt, sie sei Elena, klarmacht, dass sie kein Interesse daran hat, wieder seine Freundin zu werden, verliert dieser sein Interesse daran, „gut“ zu sein. Gemeinsam mit Enzo spürt er Aaron auf und tötet diesen. |           |                                            |                                 |                      |                                       |                    |                                          |                 |
| 102 | 13        | Totale Herzfinsternis                      | Total Eclipse of the Heart      | 6. Feb. 2014         | 7. Aug. 2014                          | Darren Genet       | Rebecca Sonnenshine & Holly Brix         | 2,16 Mio.       |
| Katherine will sich weiterhin als Elena ausgeben und lässt Nadia zu diesem Zweck von Matt Informationen über Elenas Leben beschaffen. Tyler bemerkt, dass Nadia Matt per „Beeinflussung“ kontrolliert, aber Nadia kann ihn zunächst abwiegeln. Nachdem sie Aaron getötet haben, wollen Damon und Enzo nun auch Wes ermorden, können diesen aber nicht finden. Sie nehmen schließlich Jeremy gefangen, um Bonnie zu zwingen, eine Hexe aufzutreiben, die einen Aufspürzauber durchführen kann. Bonnie selbst kann keine Magie mehr anwenden, seit sie der Anker ist. Sie bittet die Hexe Liv Parker um Hilfe, die schließlich Wes’ Aufenthaltsort herausfinden kann. Bei Wes angekommen, müssen Damon und Enzo jedoch feststellen, dass dieser inzwischen Hilfe von Travelers erhalten hat, die die beiden schnell überwältigen. Während er bewusstlos ist, wird Damon von Wes ein Mittel verabreicht, dass ihm ein schwer zu kontrollierendes Verlangen nach Vampirblut gibt. |           |                                            |                                 |                      |                                       |                    |                                          |                 |
| 103 | 14        | Kein Ausweg                                | No Exit                         | 27. Feb. 2014        | 14. Aug. 2014                         | Michael Allowitz   | Brian Young                              | 2,03 Mio.       |
| Wes lässt Damon und Enzo von seinen Traveler-Verbündeten in einem leeren Haus einschließen, um zu testen, wie lange es dauert, bis Damon Enzo tötet. Nadia lässt Matt vergessen, dass Katherine in Elenas Körper steckt. Tyler bemerkt, dass Nadia Matt erneut kontrolliert, und konfrontiert sie. Bei einem kurzen Handgemenge zwischen den beiden wird Nadia von Tyler gebissen. Da sie ein Vampir ist, erhält sie von dem Werwolfbiss eine unbehandelt tödliche Infektion. Stefan und Katherine erfahren, was Wes mit Damon gemacht hat, und brechen auf, um ihm beizustehen. Katherine will die lange Fahrt nutzen, um Stefan näher zu kommen. Als Damon beinahe Enzo tötet, wird dieser von den Travelers gerettet und anschließend von Wes weggebracht. Katherine und Stefan spüren Damon auf, und können ihn ins Salvatore-Anwesen bringen, wo Stefan Damon im Keller einsperrt, bis dieser seinen Blutdurst unter Kontrolle hat. Stefan und Caroline unterhalten sich über Elenas seltsames Verhalten in den letzten Tagen und kommen schließlich dahinter, dass sie von Katherine besessen sein muss. |           |                                            |                                 |                      |                                       |                    |                                          |                 |
| 104 | 15        | Das verlorene Mädchen                      | Gone Girl                       | 6. März 2014         | 21. Aug. 2014                         | Lance Anderson     | Melinda Hsu Taylor                       | 2,19 Mio.       |
| Katherine bittet Wes darum, eine Arznei gegen Werwolfbisse herzustellen, um das Leben ihrer Tochter zu retten. Dieser gibt vor, helfen zu wollen, untersucht aber tatsächlich nur das Werwolfgift, um seinen Ripper-Virus – mit dem er auch Damon schon infiziert hat – auch für den Infizierten tödlich zu machen. Stefan und co. wollen Katherine zu sich locken, um sie aus Elenas Körper zu vertreiben, aber diese findet heraus, dass die anderen hinter ihr Geheimnis gekommen sind. Damon entkommt aus seinem Kerker, spürt Wes auf und foltert ihn schließlich zu Tode. Mithilfe der Hexe Liv Parker spürt Stefan Nadia auf und bringt sie ins Salvatore Anwesen. Um sich von ihrer sterbenden Tochter verabschieden zu können, muss sich nun auch Katherine dorthin begeben, wo sie kurz nach Nadias Ableben von Stefan mit dem magischen Messer erstochen wird, mit dem auch Gregor schon aus Matts Körper vertrieben wurde. Katherine stirbt. Ihr Geist offenbart Bonnie, dass ihr bewusst war, dass sie das Salvatore-Anwesen nicht mehr lebendig verlassen werden könne und dass sie deswegen aus Rache Elenas Körper mit Wes’ neuem Ripper-Virus infiziert hat. Anschließend will sie durch Bonnie auf die andere Seite wechseln, aber dies misslingt. |           |                                            |                                 |                      |                                       |                    |                                          |                 |
| 105 | 16        | Während du schliefst                       | While You Were Sleeping         | 20. März 2014        | 28. Aug. 2014                         | Pascal Verschooris | Caroline Dries                           | 2,29 Mio.       |
| Elena ist wieder sie selbst und erfährt von ihren Freunden, was in den vergangenen Wochen geschehen ist. Da sie mit dem Ripper-Virus infiziert wurde, wird sie vorerst genau wie Damon eingesperrt. Ihr machen Halluzinationen zu schaffen, die von dem Werwolfgift herrühren, dass ihr zusätzlich mit dem Virus verabreicht wurde. Caroline erfährt von Enzo, dass die Traveler ein Gegenmittel besitzen und Enzo – der bei den Travelern lebt – arrangiert einen Tauschhandel: Im Austausch für das Gegenmittel soll Stefan bei einem Zauber helfen, der einen weiteren Silas-Doppelgänger aufspüren soll, den die Traveler töten wollen. Da Caroline den Zauber vorzeitig abbricht, muss sie nun selbst den Doppelgänger zusammen mit Enzo aufspüren und töten. Elena und Damon erhalten unterdessen die Gegenmittel und werden geheilt. Damon ringt sich durch, Elena zu gestehen, dass er Aaron getötet hat, aber sie kann nicht böse auf ihn sein. |           |                                            |                                 |                      |                                       |                    |                                          |                 |
| 106 | 17        | Rette mich                                 | Rescue Me                       | 27. März 2014        | 4. Sep. 2014                          | Leslie Libman      | Brett Matthews & Neil Reynolds           | 1,73 Mio.       |
| Caroline und Enzo spüren nach einigem Suchen Stefans Doppelgänger Tom auf. Da Caroline sich nicht durchringen kann, diesen zu töten, führt Enzo schließlich die Tat durch. Als die Hexe Liv und ihr Bruder Luke von Toms Tod hören, wollen sie Elena töten, da sie verhindern wollen, dass gleichzeitig nur ein einziger Silas-Doppelgänger und nur eine einzige Amara-Doppelgängerin existieren. Die beiden können aber schließlich überzeugt werden, die Traveler – die einen großen Zauber vorbereiten, für den sie Blut der beiden letzten Doppelgänger brauchen – anders aufzuhalten. Die Traveler führen unterdessen ihren Zauber durch, wodurch etwas durch Bonnie hindurch, von der anderen Seite heraufbeschwört wird. Elena und Damon machen miteinander Schluss, weil sie der Meinung sind, sie hätten einen schlechten Einfluss aufeinander. |           |                                            |                                 |                      |                                       |                    |                                          |                 |
| 107 | 18        | Die Invasion                               | Resident Evil                   | 17. Apr. 2014        | 11. Sep. 2014                         | Paul Wesley        | Caroline Dries & Brian Young             | 1,66 Mio.       |
| Stefan und Elena haben Träume und Visionen, in denen sie ein glückliches Paar sind. Damon will herausfinden, wer die Visionen erzeugt, und trifft schließlich auf Markos – den Anführer der Traveler, der vor kurzem von den Toten auferweckt worden ist. Markos erzählt Damon, dass auf den Traveler ein Fluch liegt, wodurch sie alle einen schnellen Tod sterben, wenn sie sich längere Zeit zusammen am selben Ort aufhalten. Da der Fluch mit Doppelgängerblut gebrochen werden kann, hat er versucht Stefan und Elena mit den Visionen zu sich zu locken, aber auf Damons Bitte hin nimmt er den beiden die Visionen wieder. Unterdessen ergreifen die Traveler Besitz von den Bewohnern von Mystic Falls, da sie so ihren Fluch umgehen können. Zusammen mit Liv gehen Jeremy, Matt und Tyler dagegen vor und befreien Besessene mit dem Traveler-Messer. Schließlich wird jedoch von Tyler Besitz ergriffen und das Messer fällt in die Hände der Traveler, welche es zerstören. Bei einem Kampf mit einem Traveler verliert Matt kurzzeitig sein Leben, und wird auf der anderen Seite Zeuge seltsamer Geschehnisse. |           |                                            |                                 |                      |                                       |                    |                                          |                 |
| 108 | 19        | Enzos Rache                                | Man on Fire                     | 24. Apr. 2014        | 18. Sep. 2014                         | Michael Allowitz   | Melinda Hsu Taylor & Matthew D’Ambrosio  | 1,81 Mio.       |
| Enzo findet heraus, dass Maggie – eine alte Freundin, die er seit seiner Flucht vor Augustin sucht – in den 1960ern von einem Vampir getötet wurde. Aufgrund der Brutalität ihres Todes verdächtigt er zunächst den Ripper Stefan, aber es stellt sich schnell heraus, dass es in Wahrheit Damon war, der Maggie getötet hat, da diese sich an ihm für Enzos vermeintlichen Tod rächen wollte. Daraufhin schaltet Enzo seine Emotionen ab und entführt Elena, wird aber kurze Zeit später von Stefan gestellt. Nach einem kurzen Kampf tötet sich Enzo schließlich selbst und lässt es so aussehen, als wäre es Stefan gewesen, um Damon dazu zu bringen, seinen Bruder zu töten. Stefan beschließt daher, Enzos Tod vor Damon geheim zu halten. Die Traveler bereiten unterdessen ein Ritual vor, das jegliche Magie aus Mystic Falls entfernen soll. Dadurch würden sie von ihren Fluch befreit werden, gleichzeitig würden aber auch alle Vampire in der Umgebung sterben. |           |                                            |                                 |                      |                                       |                    |                                          |                 |
| 109 | 20        | Schatten der Wahrheit                      | What Lies Beneath               | 1. Mai 2014          | 25. Sep. 2014                         | Joshua Butler      | Elisabeth R. Finch & Holly Brix          | 1,84 Mio.       |
| Tyler gelingt es, den Travelern zu entkommen. Er erzählt den anderen von den Plänen der Traveler und überlässt Julien – den Traveler, der Besitz von ihm ergriffen hat – die Kontrolle über seinen Körper, damit Jeremy und Matt diesen verhören können. Unterdessen verstecken sich Stefan und Elena, zusammen mit Caroline und Luke – der einen Verbergungszauber durchführt – vor den Travelern. Bonnie bemerkt, dass die Andere Seite durch die Machenschaften der Traveler zunehmend instabil wird, sodass die Bewohner der Anderen Seite mit dem Diesseits interagieren können. Enzo nutzt diesen Umstand, um sich an Stefan und Damon rächen zu können. Damon gelingt es zwar schließlich ihn zu beschwichtigen, indem er ihm verspricht, ihn wieder lebendig zu machen, aber da Enzo Luke kurzzeitig am Zaubern gehindert hat, werden Stefan und Elena von den Travelern aufgespürt und entführt. Die Traveler führen einen Zauber durch, der dafür sorgt, dass Julien permanent an Tylers Körper gebunden ist, wodurch Tyler aufhört zu existieren. |           |                                            |                                 |                      |                                       |                    |                                          |                 |
| 110 | 21        | Gelobtes Land                              | Promised Land                   | 8. Mai 2014          | 2. Okt. 2014                          | Michael Allowitz   | Rebecca Sonnenshine                      | 1,50 Mio.       |
| Nachdem Stefan und Elena mehrere Tage gefangen gehalten wurden, gelingt ihnen mithilfe von Juliens Frau Maria die Flucht. Sie hilft den beiden, da ihr Ehemann nun permanent an Tylers Körper gebunden ist, und sterben würde, führten die Traveler ihren Plan durch. Luke und Liv kommen zu der Erkenntnis, dass die einzige Möglichkeit, die Traveler aufzuhalten, darin besteht, Stefan oder Elena zu töten, da dann der Zauber der Traveler nicht mehr funktioniert. Bei dem Versuch, diesen Plan in die Tat umzusetzen stirbt Maria, aber Stefan und Elena können entkommen. Die Traveler beginnen mit ihrem Zauber, wodurch nach und nach alle Magie aus Mystic Falls verschwindet. Um dem Tod zu entgehen fliehen Elena und Damon aus der Stadt. Auch Stefan bereitet zusammen mit Caroline seine Flucht vor, als er plötzlich von Julien getötet wird, der somit den Zauber der Traveler verhindert. |           |                                            |                                 |                      |                                       |                    |                                          |                 |
| 111 | 22        | Das große Nichts                           | Home                            | 15. Mai 2014         | 9. Okt. 2014                          | Chris Grismer      | Caroline Dries & Brian Young             | 1,61 Mio.       |
| Durch Stefans Tod breitet sich der Magie-vernichtende Zauber der Traveler nicht weiter aus. Markos spürt Julien auf und tötet ihn als Strafe für seinen Verrat, wodurch auch Tyler auf der anderen Seite landet. Bonnie und Enzo bereiten unterdessen einen Zauber vor, der die Verstorbenen von der anderen Seite ins Diesseits zurückbefördern soll, da die andere Seite kurz davor ist, zusammenzubrechen. Um die Hexe Liv zu zwingen, den Zauber auszuführen, tötet Caroline ihren Bruder Luke. Für den Zauber wird unter anderem der Tod vieler Traveler benötigt, weswegen sich Damon und Elena zusammen mit diesen in die Luft sprengen. Der Zauber gelingt, und so schafft es neben Enzo, Luke, Tyler, Elena und Stefan auch Alaric zu den Lebenden zurück. Einzig Bonnie und Damon schaffen es nicht wieder ins Diesseits, bevor Liv vor Erschöpfung den Zauber abbrechen muss. Beide verschwinden, zusammen mit der zusammengebrochenen anderen Seite. |           |                                            |                                 |                      |                                       |                    |                                          |                 |

## Staffel 6
Die Erstausstrahlung der sechsten Staffel war vom 2. Oktober 2014 bis zum 14. Mai 2015 auf dem US-amerikanischen Sender The CW zu sehen. Die deutschsprachige Erstausstrahlung der ersten Hälfte sendete der deutsche Free-TV-Sender sixx vom 26. Februar bis 14. Mai 2015. Die zweite Hälfte der Staffel war zwischen dem 20. Juni und dem 25. Juli 2015 beim PayTV-Sender ProSieben FUN in deutschsprachiger Erstausstrahlung zu sehen. 
| Nr. (ges.) | Nr. (St.) | Deutscher Titel                 | Originaltitel                            | Erstausstrahlung USA | Deutschsprachige Erstausstrahlung (D) | Regie              | Drehbuch                                               | Zuschauer (USA) |
| --- | --------- | ------------------------------- | ---------------------------------------- | -------------------- | ------------------------------------- | ------------------ | ------------------------------------------------------ | --------------- |
| 112 | 1         | Für den Rest der Ewigkeit       | I’ll Remember                            | 2. Okt. 2014         | 26. Feb. 2015                         | Jeffrey Hunt       | Caroline Dries                                         | 1,81 Mio.       |
| Elena kann Damons Tod nicht ertragen und lässt sich daher von Luke magische Kräuter geben, mit denen sie Halluzinationen von Damon hat, und somit so tun kann, als lebe er noch. Eine Nebenwirkung dieser Kräuter ist allerdings ein stark erhöhter Blutdurst, weswegen sie immer wieder Menschen anfällt. Sie kommt schließlich zu der Erkenntnis, dass es so nicht mehr weitergehen kann, und will daher den frisch wiederbelebten Urvampir Alaric dazu bringen, sie ihre Liebe zu Damon vergessen zu lassen. Caroline forscht unterdessen nach einem Weg, den Zauber der Traveler rückgängig zu machen, der jegliche Magie in Mystic Falls unmöglich macht, und es daher insbesondere Vampiren verbietet, die Stadt zu betreten. Alaric unterrichtet inzwischen Okkultismus an der Universität und gewöhnt sich noch an sein Leben als Vampir, Tyler hingegen muss sich damit arrangieren, dass er wegen der Traveler nur noch ein normaler Mensch ist. |           |                                 |                                          |                      |                                       |                    |                                                        |                 |
| 113 | 2         | 27 Waagerecht                   | Yellow Ledbetter                         | 9. Okt. 2014         | 5. März 2015                          | Pascal Verschooris | Julie Plec                                             | 1,67 Mio.       |
| Nach dem Zusammenbruch der Anderen Seite finden sich Damon und Bonnie in einem menschenleeren Mystic Falls wieder, wo sie in einer Zeitschleife immer wieder die Sonnenfinsternis vom 10. Mai 1994 erleben. Caroline unterstützt unterdessen Enzo bei seiner Suche nach einem Weg, Damon und Bonnie wieder lebendig zu machen. Die beiden wollen Stefan um Unterstützung bitten, aber dieser hat inzwischen in einer anderen Stadt ein neues Leben angefangen und sich mit dem Tod seines Bruders abgefunden. Enzo ist davon wenig begeistert und tötet nach einem Streit schließlich Stefans Freundin. Er droht ihm, dass er auch in Zukunft jeglichen Versuch Stefans auf ein neues Leben zunichtemachen wird, solange Damon nicht wieder am Leben ist. Elena verbringt unterdessen den Tag mit Alaric, der sie nach und nach alle ihre positiven Erinnerungen an Damon vergessen lässt, damit ihre Gefühle für ihn verschwinden und sie ihn endlich loslassen kann. |           |                                 |                                          |                      |                                       |                    |                                                        |                 |
| 114 | 3         | Süßes Vergessen                 | Welcome to Paradise                      | 16. Okt. 2014        | 12. März 2015                         | Michael Allowitz   | Brian Young                                            | 1,83 Mio.       |
| Stefan will Rache an Enzo nehmen und kehrt in die Gegend um Mystic Falls zurück. Enzo – der immer wieder Menschen tötet – hat jedoch auch die Aufmerksamkeit des Vampirjägers Tripp Fell auf sich gezogen. Bei einem Kampf zwischen Enzo und Tripp kann Stefan dem unterlegenen Tripp helfen und Enzo unschädlich machen. Auf dessen Bitte hin überlässt er es Tripp, Enzo zu töten. Tyler bemüht sich unterdessen, seine – mit dem Werwolf-Gen in Verbindung stehenden – Aggressionen unter Kontrolle zu bringen. Auf einer Party kommen er und die Hexe Liv Parker sich näher. Damon und Bonnie bemerken, dass sie nicht alleine in der Zeitschleife gefangen sind. Damon spürt den Unbekannten schließlich auf, der umgehend versucht ihn zu töten. Tatsächlich hat der Unbekannte – Kai – Damon aber nur attackiert, um Bonnie dazu zu bringen, wieder Magie anwenden zu können. Der Plan geht auf, wodurch für die Drei nun Hoffnung besteht aus der Zeitschleife zu entkommen. |           |                                 |                                          |                      |                                       |                    |                                                        |                 |
| 115 | 4         | Hölle 10. Mai 1994              | Black Hole Sun                           | 23. Okt. 2014        | 19. März 2015                         | Kellie Cyrus       | Melinda Hsu Taylor & Neil Reynolds                     | 1,66 Mio.       |
| Damon wird von Erinnerungen an den 10. Mai 1994 geplagt. Damals hatte er nach einem Streit die hochschwangere Freundin seines verwandten Zach getötet. Es stellt sich heraus, dass Sarah – Zachs Tochter – damals im Krankenhaus gerettet werden konnte und anschließend von Pflegeeltern aufgezogen wurde. Auf der Suche nach ihrem Vater ist sie nun nach Mystic Falls zurückgekehrt, wo sie mit Jeremys Hilfe schnell herausfindet, wer er war, und dass er inzwischen ebenfalls verstorben ist. Bonnie und Damon erfahren von Kai, dass die Zeitschleife tatsächlich ein Gefängnis ist, das Hexen für ihn errichtet haben, nachdem er seine ganze Familie – ebenfalls Hexen – ermordet hat. Bonnie weigert sich daraufhin mit ihm die Zeitschleife zu verlassen. Stefan kehrt wieder in seine neue Heimatstadt zurück, erzählt Elena jedoch zuvor von ihrer Beziehung zu Damon. Zuhause angekommen findet er überraschend seine Freundin Ivy vor, die wegen Enzo nun ein Vampir ist. |           |                                 |                                          |                      |                                       |                    |                                                        |                 |
| 116 | 5         | Blutiges Homecoming             | The World Has Turned and Left Me Here    | 30. Okt. 2014        | 26. März 2015                         | Leslie Libman      | Brett Matthews                                         | 1,58 Mio.       |
| Stefan bringt Ivy zu Caroline, damit sie ihr hilft ihren Vampirismus unter Kontrolle zu halten. In einem Blutrausch entwischt sie Caroline jedoch und fällt einen Menschen an und tötet ihn beinahe; anschließend wird sie von Tripp eingefangen. Der Schwerverletzte versucht unterdessen zu entkommen und rennt auf die Straße, wo er von Tyler angefahren wird. Da Tyler wieder zu einem Werwolf werden würde wenn er einen Tod zu verantworten hätte, ermordet Liv den Schwerverletzten um Tyler dieses Schicksal zu ersparen. Währenddessen hat Elena ein Date mit ihrem Kommilitonen Liam, und auch Alaric hat eine Verabredung – mit der Ärztin Jo. Damon und Bonnie wollen ohne Kai aus der Zeitschleife fliehen, was dieser jedoch zu verhindern versucht. Bonnie wird bei einem Kampf schwer verletzt, schafft es aber noch zumindest Damon ins Diesseits zurückzuzaubern. |           |                                 |                                          |                      |                                       |                    |                                                        |                 |
| 117 | 6         | Todesgrenze                     | The More You Ignore Me, the Closer I Get | 6. Nov. 2014         | 2. Apr. 2015                          | Garreth Stover     | Chad Fiveash & James Stoterau                          | 1,59 Mio.       |
| Damon ist zurück bei den Lebenden, doch seine Freude darüber währt nur kurz; er muss feststellen, dass Elena keine Gefühle mehr für ihn hat. Tripp tötet Ivy und findet in ihrem Handy einen Hinweis, dass auch Caroline ein Vampir ist. Auf dem Weg zu ihr begegnet er jedoch Damon, den er überwältigt und zusammen mit Enzo töten will. Er will die beiden über die Stadtgrenze von Mystic Falls fahren, da das jegliche Magie aufhebt – insbesondere die, die sie in Vampire verwandelt hat und damit von den Toten auferstehen hat lassen. Alaric und Stefan schaffen es, die beiden zu retten, dabei wird jedoch Alaric über die Stadtgrenze geschleudert. Der Vampirzauber wird rückgängig gemacht, aber der Ärztin Jo gelingt es, ihm das Leben mit konventioneller Medizin zu retten. Alaric ist nun wieder nur ein gewöhnlicher Mensch. Sarah erfährt unterdessen von Matt, dass sie mit Stefan und Damon verwandt ist und dass beide Vampire sind. |           |                                 |                                          |                      |                                       |                    |                                                        |                 |
| 118 | 7         | Keine Gefühle                   | Do You Remember the First Time?          | 13. Nov. 2014        | 9. Apr. 2015                          | Darren Genet       | Rebecca Sonnenshine                                    | 1,55 Mio.       |
| Ohne seine Vampirkräfte kann Alaric Elenas Erinnerungen nicht mehr wiederherstellen. Damon versucht die Erinnerungen zurückzubringen, indem er Elena von ihrer gemeinsamen Zeit erzählt. Er kommt jedoch schließlich zu der Erkenntnis, dass es besser ist sie ziehen zu lassen. Unterdessen tötet Enzo Tripp, indem er ihn in einen Vampir verwandelt und dann über die Stadtgrenze von Mystic Falls schubst. Bonnie und Kai sind immer noch in der Zeitschleife gefangen. Da Bonnie nicht will, dass Kai seinem Gefängnis entkommt, macht sie jede Chance auf Flucht zunichte, indem sie all ihre Magie in einem Stofftier einschließt und es anschließend in das Diesseits befördert. Alaric findet heraus, dass Jo eine Hexe ist, aber keine Magie praktiziert. |           |                                 |                                          |                      |                                       |                    |                                                        |                 |
| 119 | 8         | Das Schicksal der Gemini        | Fade Into You                            | 20. Nov. 2014        | 16. Apr. 2015                         | Joshua Butler      | Nina Fiore & John Herrera                              | 1,68 Mio.       |
| Während des Thanksgiving-Essens werden einige Geheimnisse enthüllt: Es stellt sich heraus, dass Jo Kais Zwillingsschwester ist, und dass auch Liv und Luke Geschwister von den beiden sind. Die vier sind Mitglieder des Gemini-Covens, eines Hexenzirkels, der immer einen Zwilling als Anführer haben muss. Dieser wird in einem Ritual ausgewählt, in dem der schwächere von zwei Zwillingen in den stärkeren übergeht und dabei stirbt. Als Kais Eltern entschieden haben, dass entweder Liv oder Luke – die ebenfalls Zwillinge sind – der künftige Anführer werden soll, fühlte sich Kai übergangen. Er tötete den Großteil seiner Familie, aber Jo, Liv und Luke überleben. Nach den Morden wurde Kai in sein Gefängnis gesperrt, und Jo hat ihre Magie in einem Gegenstand eingeschlossen und seitdem keine mehr Magie mehr angewendet. In der Zeitschleife entdeckt Kai unterdessen diesen Gegenstand, wodurch er nun im Besitz von Magie ist, mit der er entkommen kann. |           |                                 |                                          |                      |                                       |                    |                                                        |                 |
| 120 | 9         | Ich, ganz allein                | I Alone                                  | 4. Dez. 2014         | 23. Apr. 2015                         | Kellie Cyrus       | Brian Young & Holly Brix                               | 1,49 Mio.       |
| Liv wendet einen Zauber an, durch den Damon und Elena in die Zeitschleife gesendet werden. Die beiden wollen dort Bonnie aufspüren und befreien. Da aber Kai bereits entkommen ist und versucht Liv zu töten, muss diese den Zauber vorzeitig lösen, wodurch Damon und Elena ohne Bonnie zurückkehren. Tyler gelingt es immerhin, Liv fürs Erste vor Kai zu beschützen. Unterdessen stellt Matt Sarah und Stefan einander vor. Stefan entlarvt Sarah aber schnell als eine Betrügerin, da er weiß, wie die echte Sarah Salvatore aussieht. Da er die Existenz der echten Sarah vor Damon geheim halten will, löscht er die Erinnerungen der falschen Sarah. Kurz darauf wird diese jedoch von Enzo aus einer Laune heraus umgebracht. Matt beschließt daraufhin, Enzo umzubringen, und bittet Jeremy um Hilfe. |           |                                 |                                          |                      |                                       |                    |                                                        |                 |
| 121 | 10        | Happy Holidays                  | Christmas Through Your Eyes              | 11. Dez. 2014        | 30. Apr. 2015                         | Michael Allowitz   | Caroline Dries                                         | 1,82 Mio.       |
| Kai entführt Jo mit Livs und Lukes Hilfe, um mit ihr das Verschmelzungs-Ritual durchzuführen. Die beiden helfen ihm, weil sie ansonsten selbst das Ritual durchführen müssten, was den Tod einer der beiden bedeuten würde. Damon und Alaric gelingt es jedoch, Jo zu befreien und Kai zu überwältigen. Jo bittet sie aber, Kai nicht zu töten. Sie will das Verschmelzungs-Ritual mit ihm durchführen, um das Leben ihrer Geschwister zu retten. Um sicherzugehen, dass sie bei der Verschmelzung die Oberhand behält, will sie aber zunächst noch trainieren und stärker werden. In der Zeit gelingt es aber Kai zu entkommen, indem er die Magie des Traveler-Zaubers absorbiert, der Magie in Mystic Falls verhindert hat. Ohne diesen Zauber können Vampire die Stadt nun wieder gefahrlos betreten. Caroline erfährt unterdessen, dass ihre Mutter an einem inoperablen Hirntumor erkrankt ist. |           |                                 |                                          |                      |                                       |                    |                                                        |                 |
| 122 | 11        | Das Monster erwacht             | Woke Up with a Monster                   | 22. Jan. 2015        | 7. Mai 2015                           | Paul Wesley        | Melinda Hsu Taylor                                     | 1,64 Mio.       |
| Caroline erfährt, dass das Leben ihrer Mutter mit konventioneller Medizin nicht gerettet werden kann. Daraufhin will sie sie mit übernatürlichen Mitteln heilen. Nachdem sie einen anderen Krebspatienten mit ihrem Blut scheinbar geheilt hat, verabreicht sie auch ihrer Mutter Vampirblut, nicht wissend, dass sich der Zustand des anderen Patienten sehr schnell wieder verschlimmert hat. Kai entführt Elena, um an ihr seine Magie zu üben. Da die Magie des Traveler-Zaubers so stark ist, hat er Probleme sie unter Kontrolle zu bringen, und befürchtet, Jo aus Versehen zu töten, bevor er sich mit ihr vereinen kann. Jeremy, Alaric, Damon und Jo gelingt es schließlich, Elena zu befreien und Kai zu überwältigen. |           |                                 |                                          |                      |                                       |                    |                                                        |                 |
| 123 | 12        | Auf den Schwingen des Todes     | Prayer for the Dying                     | 29. Jan. 2015        | 14. Mai 2015                          | Jeffrey Hunt       | Brett Matthews & Rebecca Sonnenshine                   | 1,47 Mio.       |
| Der Krebspatient, dem Caroline ihr Blut verabreicht hat, taucht als Vampir bei ihr zu Hause auf. Das Vampirblut hat die Ausbreitung des Krebses nicht aufgehalten, sondern sogar noch beschleunigt. Da er selbst noch als Vampir an Krebs leidet, erlöst Damon ihn von seinen Schmerzen und tötet ihn. Um zu verhindern, dass dasselbe auch Carolines Mutter geschieht, lässt Damon Kai frei, unter der Bedingung, dass dieser die Magie des Vampirbluts, das Liz’ Krebs beschleunigt, in sich aufnimmt. Der Plan geht auf und Liz’ Krebs wird wieder auf ein natürliches Tempo verlangsamt. Kai will sich nun mit seiner Schwester vereinigen, aber Luke geht dazwischen, und führt anstelle von Jo das Ritual mit Kai durch. Kai gelingt es, während des Rituals die Oberhand zu behalten, wodurch Lukes Geist und Kraft in ihn übergeht. |           |                                 |                                          |                      |                                       |                    |                                                        |                 |
| 124 | 13        | Der Todespakt                   | The Day I Tried to Live                  | 5. Feb. 2015         | 20. Juni 2015                         | Pascal Verschooris | Chad Fiveash & James Stoteraux                         | 1,62 Mio.       |
| Durch die Verschmelzung mit Luke ist Kai nun ein angenehmerer Zeitgenosse. Damon nutzt dies sogleich aus, und überzeugt ihn, ihm zu helfen, Bonnie zu befreien. Kai ist zwar nicht in der Lage, Bonnie direkt zu befreien, aber es gelingt ihm, ihr eine Nachricht von Damon zu übermitteln, die ihr einen Ort benennt, an dem sie Magie erhalten kann, mit der sie sich selbst befreien kann. Liv will Rache für Lukes Tod und versucht Kai zu töten. Tyler will das verhindern, da Kai nach der Verschmelzung mit Luke nun das Oberhaupt ihres Hexenzirkels ist, und sein Tod auch den Tod jedes anderen Mitglieds des Hexenzirkels bedeuten würde – inklusive Livs. Nachdem sie dennoch versucht hat Kai umzubringen – wenn auch vergeblich – macht Tyler enttäuscht mit ihr Schluss. Jeremy beschließt, dass es für ihn an der Zeit ist weiterzuziehen. Er sagt seiner Schwester, dass er sich an einer Kunsthochschule bewerben will. |           |                                 |                                          |                      |                                       |                    |                                                        |                 |
| 125 | 14        | Bleib                           | Stay                                     | 12. Feb. 2015        | 20. Juni 2015                         | Chris Grismer      | Brian Young & Caroline Dries                           | 1,52 Mio.       |
| Enzo hat die echte Sarah Salvatore aufgespürt und will ein wenig mit ihr spielen. Er arrangiert es, dass sie mit Matt ausgeht, um ihn dann mit einem Auto anzufahren. Kurz darauf kommt er „zufällig“ vorbei und heilt Matt vor Sarahs Augen mit seinem Vampirblut. Damon und Elena arrangieren es, dass Jeremy frühzeitig seinen Highschool-Abschluss bekommt und an einer Kunsthochschule angenommen wird. Er verlässt Mystic Falls, aber nicht um zu studieren, sondern um als Vampirjäger durch das Land zu ziehen. Liz verbringt den Tag mit Damon im Büro, wo die beiden alle ihre noch offenen Fälle abschließen können. Am Abend erliegt sie schließlich ihrem Krebs und stirbt, im Beisein ihrer Tochter. |           |                                 |                                          |                      |                                       |                    |                                                        |                 |
| 126 | 15        | Lass sie gehen                  | Let Her Go                               | 19. Feb. 2015        | 4. Juli 2015                          | Julie Plec         | Julie Plec                                             | 1,41 Mio.       |
| Da Kai nicht mit seinem eigenen Zwilling verschmolzen ist, sondern mit Luke, spürt er nach dem Ritual Nebenwirkungen und befürchtet zu sterben. Da Kais Magie Bonnies Gefängniswelt aufrechterhält, wird diese kurzzeitig instabil und Bonnie wird zwischen ihrer und einer weiteren Gefängniswelt hin und her geschleudert. In der anderen Welt begegnet sie kurz einer anderen Gefangenen, die sich als Stefans und Damons Mutter herausstellt. Um Kai zu heilen, überlässt ihm seine Zwillingsschwester Jo – mit der er eigentlich hätte verschmelzen sollen – ihre Magie, wodurch er wieder gesund wird. Beim Übertragen der Magie bemerkt er, dass Jo schwanger ist. Als Alaric davon erfährt, macht er Jo einen Heiratsantrag, den diese auch annimmt. Nach der Beerdigung ihrer Mutter fühlt sich Caroline von ihrer Trauer überwältigt, weswegen sie beschließt ihre Menschlichkeit abzuschalten. |           |                                 |                                          |                      |                                       |                    |                                                        |                 |
| 127 | 16        | Noch ein Ripper                 | The Downward Spiral                      | 12. März 2015        | 4. Juli 2015                          | Ian Somerhalder    | Brian Young & Caroline Dries                           | 1,30 Mio.       |
| Bonnie ist es gelungen, sich aus ihrer Gefängniswelt zu befreien. Als Kai davon hört, will er, dass Damon ein Treffen mit ihr arrangiert, damit er sich bei ihr für all das was er ihr angetan hat entschuldigen kann. Als Gegenleistung verspricht er, Damons Mutter aus ihrer Gefängniswelt zu befreien. Bonnie nimmt die Entschuldigung jedoch nicht an und ist furchtbar wütend auf Damon, dass er Kai zu ihr gebracht hat. Stefan und Elena versuchen, Caroline dazu zu bringen, ihre Menschlichkeit wieder anzuschalten, obwohl diese sie gebeten hat, ihr ein Jahr ohne Gefühle zu gewähren und versprochen hat, niemanden zu töten. Als Caroline merkt, dass Stefan aufgrund der Gefühle zwischen den beiden dazu tatsächlich in der Lage ist, befiehlt sie mit ihren Vampirkräften Elenas Ex-Freund Liam, Stefans Nachfahrin Sarah zu töten. Um das zu verhindern, soll Stefan auch seine Menschlichkeit abschalten, was dieser gezwungenermaßen dann schließlich tut. Sarah überlebt. Kai will Damon doch nicht helfen, dessen Mutter zu befreien, da sie ein blutrünstiger Vampir sei, der schon mehr als 3000 Menschenleben auf dem Gewissen habe. |           |                                 |                                          |                      |                                       |                    |                                                        |                 |
| 128 | 17        | Ein Vogel im güldenen Käfig     | A Bird in a Gilded Cage                  | 19. März 2015        | 11. Juli 2015                         | Joshua Butler      | Neil Reynolds                                          | 1,59 Mio.       |
| Elena erfährt davon, dass Damons und Stefans Mutter noch am Leben ist, und will sie aus ihrem Gefängnis befreien. Sie geht davon aus, dass Stefan seine Menschlichkeit wieder aktivieren wird, wenn er seine totgeglaubte Mutter trifft. Stefan würde dann wiederum Caroline dazu bringen, ihre Menschlichkeit zu aktivieren. Bonnie willigt ein, zusammen mit Kai das Tor zur Gefängniswelt zu öffnen. Damons Mutter – Lily Salvatore – kann befreit werden. Bonnie nimmt Rache an Kai und lässt ihn in der Gefängniswelt zurück, zusammen mit anderen Vampiren, die ebenfalls dort eingesperrt sind. Stefan und Caroline geraten unterdessen mit ihren unterschiedlichen Ansätzen, wie sich Vampire ohne Menschlichkeit verhalten sollten, aneinander, überwinden aber schließlich ihre Differenzen. Bonnie hat aus ihrer eigenen Gefängniswelt das – 1994 noch unverbrauchte – Gegenmittel für Vampirismus mitgebracht. Sie überreicht es Damon. |           |                                 |                                          |                      |                                       |                    |                                                        |                 |
| 129 | 18        | Nie könnte ich so lieben        | I Could Never Love Like That             | 16. Apr. 2015        | 11. Juli 2015                         | Leslie Libman      | Chad Fivash & James Stoteraux Idee: Matthew D’Ambrosio | 1,35 Mio.       |
| Stefan und Caroline geraten immer mehr außer Kontrolle und töten viele Menschen. Die beiden treffen schließlich auf Tyler und Matt und attackieren auch diese. Matt wird dabei schwer verletzt. Bevor noch mehr geschehen kann, bringt Damon Lily zu Stefan, der von ihr dazu gebracht wird seine Menschlichkeit wieder zu aktivieren. Caroline flieht, bevor Stefan wiederum ihre Menschlichkeit aktivieren kann. Matt ist unterdessen im Krankenhaus und weigert sich aus Hass auf Vampire, sich von Elenas Blut heilen zu lassen. Elena hadert mit ihrer Existenz als Vampir und vermisst es, ein Mensch zu sein. Damon spielt mit dem Gedanken, ihr das Gegenmittel zu verabreichen, hat aber Angst, sie zu verlieren. Sarah quetscht Enzo über ihre Familie – die Salvatores – aus. Er erzählt ihr auch, dass er damals von Lily Salvatore in einen Vampir verwandelt, und dann im Stich gelassen wurde. Lily macht sich unterdessen daran, ihre Weggefährten, die mit ihr in der Gefängniswelt gefangen waren, zu befreien. Jo erfährt von ihrem Vater, dass es sich bei diesen Gefangenen um gefährliche Vampire handelt, die gleichzeitig auch Hexenkräfte besitzen. |           |                                 |                                          |                      |                                       |                    |                                                        |                 |
| 130 | 19        | Weil ich dich liebe             | Because                                  | 23. Apr. 2015        | 18. Juli 2015                         | Geoff Shotz        | Melinda Hsu Taylor                                     | 1,37 Mio.       |
| Stefan spürt Caroline auf und sorgt dafür, dass er und Caroline von Damon und Elena in einem Hotelzimmer eingesperrt werden. Dort gelingt es ihm nach und nach, Caroline dazu zu bringen, ihre Menschlichkeit wieder zu aktivieren. Damon bekommt zunehmend ein schlechtes Gewissen, weil er Elena nichts von dem Gegenmittel erzählt, obwohl er sieht, dass sie gerne wieder ein Mensch wäre. Enzo trifft auf Lily und will sie zur Rede stellen, darüber, dass sie ihn damals im Stich gelassen hat, nachdem sie ihn in einen Vampir verwandelt hat, vergibt ihr jedoch, als er erfährt, dass sie in Wahrheit in die Gefängniswelt verbannt worden war. Lily will, dass Bonnie für sie ihre Gefährten aus der Gefängniswelt befreit, was diese jedoch verweigert. Sie bittet Damon um Hilfe Bonnie zu überzeugen, aber als sich dieser ebenfalls weigert nimmt sie Rache, indem sie dafür sorgt, dass Elena das Gegenmittel findet. Damon, der weiter eine gemeinsame Zukunft mit ihr haben will, verkündet, dass er das Mittel mit ihr zusammen nehmen will, damit die beiden als Menschen den Rest ihrer Tage gemeinsam verbringen können. |           |                                 |                                          |                      |                                       |                    |                                                        |                 |
| 131 | 20        | Von Ripper zu Ripper            | I’d Leave My Happy Home for You          | 30. Apr. 2015        | 18. Juli 2015                         | Jesse Warn         | Brett Matthews & Rebecca Sonnenshine                   | 1,21 Mio.       |
| Lily wird klar, dass sie wahrscheinlich nie wieder mit ihren Gefährten zusammen sein kann. Aus Kummer fällt sie daraufhin in ihr altes, blutrünstiges Verhalten zurück. Enzo versucht ihr beizustehen, und auch Stefan bemüht sich für sie da zu sein. Schließlich sehen sie sich aber gezwungen, Lily einzusperren, bis diese sich wieder unter Kontrolle hat. Elena nimmt unterdessen das Gegenmittel ein, woraufhin sie wieder zu einem Menschen wird. Ein Nebeneffekt des Gegenmittels ist, dass auch alle ihre Erinnerungen an Damon, die Alaric sie vergessen gemacht hat, zurückkehren. Dadurch wird ihr auch klar, dass Damon als Mensch niemals glücklich sein würde, und bittet ihn seine Entscheidung, das Mittel ebenfalls einzunehmen, nochmal zu überdenken. Jo erfährt, dass sie mit Zwillingen schwanger ist. Da ihre Familie diese Zwillinge verschmelzen wollen wird, um Kai zu entmachten, beschließen sie und Alaric wegzuziehen, um die Existenz der Zwillinge vor Jos Familie geheimzuhalten. Kai trifft unterdessen in der Gefängniswelt Vorbereitungen, zusammen mit den anderen Gefangenen von dort zu fliehen. |           |                                 |                                          |                      |                                       |                    |                                                        |                 |
| 132 | 21        | Blutige Hochzeit                | I’ll Wed You in the Golden Summertime    | 7. Mai 2015          | 25. Juli 2015                         | Michael Allowitz   | Brian Young                                            | 1,32 Mio.       |
| Jos und Alarics Hochzeit steht bevor, und alle helfen bei den Vorbereitungen. Stefan versucht Damon davon zu überzeugen, dass dieser nicht das Gegenmittel nehmen sollte. Der hat zwar selbst Zweifel, entscheidet sich aber letztlich trotzdem dafür, da er zusammen mit Elena alt werden will. Unterdessen gelingt es Kai, aus der Gefängniswelt zu entkommen, da er als Oberhaupt des Gemini-Covens nicht von Gemini-Magie gehalten werden kann. Anschließend befreit er Lily aus ihrer Gefangenschaft und verspricht ihr, dass er ihre Gefährten befreien wird, wenn sie ihm dafür etwas von ihrem Blut gibt. Schließlich platzt er in die Hochzeit von Alaric und Jo und ersticht diese mitsamt ihren ungeborenen Zwillingen. |           |                                 |                                          |                      |                                       |                    |                                                        |                 |
| 133 | 22        | Ich denk an dich die ganze Zeit | I’m Thinking of You All the While        | 14. Mai 2015         | 25. Juli 2015                         | Chris Grismer      | Julie Plec & Caroline Dries                            | 1,44 Mio.       |
| Nachdem Kai Jo getötet und mit einer magischen Explosion die gesamte Hochzeitsgesellschaft ausgeschaltet hat, tötet er sich selbst. Da er das Oberhaupt des Gemini-Covens ist, sterben dadurch alle Mitglieder des Hexenzirkels. Da er zuvor aber Lilys Blut zu sich genommen hat, erwacht er selbst wieder als Vampir. Tyler ist von der magischen Explosion schwer verletzt worden und liegt im Sterben. Liv, die als Mitglied der Geminis zum Tode verdammt ist, drängt Tyler sie zu töten, da dadurch sein Werwolf-Fluch aktiviert werden und er sich heilen würde. Tyler tut wie ihm geheißen, tötet Liv und verwandelt sich in einen Werwolf. Damon bringt unterdessen die vermeintlich schwer verletzte Elena ins Krankenhaus. Dort wird ihm aber gesagt, sie wäre vollkommen unversehrt, auch wenn sie unerklärlich im Koma liegt. Von Kai erfährt Damon schließlich, dass dieser einen Fluch gewirkt hat, der Elena eingefroren hält, solange Bonnie am Leben ist. Er will sich so an Bonnie rächen und alle dazu bringen sie zu töten. Damon tötet aber stattdessen Kai und beschließt einige Jahrzehnte auf Elena zu warten, bis Bonnie eines natürlichen Todes gestorben ist. Elena wird für diese Zeit in einem Sarg in einer Gruft sicher untergebracht. Dies soll vermeiden, dass Vampire, die hinter Elenas Vampirismus-heilendem Blut her sind, ihren Körper schänden könnten. Lily stellt erfreut fest, dass Kai sein Versprechen gehalten und ihre Gefährten befreit hat. |           |                                 |                                          |                      |                                       |                    |                                                        |                 |

## Staffel 7
Die Erstausstrahlung der siebten Staffel war vom 8. Oktober 2015 bis zum 13. Mai 2016 auf dem US-amerikanischen Sender The CW zu sehen. Die deutschsprachige Erstausstrahlung der ersten 11 Episoden sendete der deutsche Free-TV-Sender sixx vom 17. März bis zum 26. Mai 2016. Die restlichen Episoden wurden seit dem 16. Juli 2016 beim Pay-TV-Sender ProSieben Fun erstausgestrahlt.
| Nr. (ges.) | Nr. (St.) | Deutscher Titel            | Originaltitel                                | Erstausstrahlung USA | Deutschsprachige Erstausstrahlung (D) | Regie                 | Drehbuch                                       | Zuschauer (USA) |
| ---------- | --------- | -------------------------- | -------------------------------------------- | -------------------- | ------------------------------------- | --------------------- | ---------------------------------------------- | --------------- |
| 134        | 1         | Die Häretiker              | Day One of Twenty-Two Thousand, Give or Take | 8. Okt. 2015         | 17. März 2016                         | Pascal Verschooris    | Caroline Dries                                 | 1,38 Mio.       |
| 135        | 2         | Der Phönix-Stein           | Never Let Me Go                              | 15. Okt. 2015        | 24. März 2016                         | Chris Grismer         | Brian Young                                    | 1,40 Mio.       |
| 136        | 3         | Zeit der Unschuld          | Age of Innocence                             | 22. Okt. 2015        | 31. März 2016                         | Michael Allowitz      | Melinda Hsu Taylor & Holly Brix                | 1,20 Mio.       |
| 137        | 4         | Die Wiedererweckung        | I Carry Your Heart with Me                   | 29. Okt. 2015        | 7. Apr. 2016                          | Jeffrey Hunt          | Neil Reynolds                                  | 1,24 Mio.       |
| 138        | 5         | Alte Vampirseelen          | Live Through This                            | 5. Nov. 2015         | 14. Apr. 2016                         | Kellie Cyrus          | Rebecca Sonnenshine                            | 1,34 Mio.       |
| 139        | 6         | Die Rache der Salvatores   | Best Served Cold                             | 12. Nov. 2015        | 21. Apr. 2016                         | Darren Genet          | Caroline Dries                                 | 1,32 Mio.       |
| 140        | 7         | Mutterliebe                | Mommie Dearest                               | 19. Nov. 2015        | 28. Apr. 2016                         | Tony Solomons         | Chad Fiveash & James Stoteraux                 | 1,10 Mio.       |
| 141        | 8         | Der Antrag                 | Hold Me, Thrill Me, Kiss Me, Kill Me         | 3. Dez. 2015         | 5. Mai 2016                           | Leslie Libman         | Brett Matthews                                 | 1,31 Mio.       |
| 142        | 9         | Eiskalt                    | Cold as Ice                                  | 10. Dez. 2015        | 12. Mai 2016                          | Geoffrey Wing Shotz   | Brian Young                                    | 1,18 Mio.       |
| 143        | 10        | Damons Hölle               | Hell Is Other People                         | 29. Jan. 2016        | 19. Mai 2016                          | Deborah Chow          | Holly Brix & Neil Reynolds                     | 1,23 Mio.       |
| 144        | 11        | In Flammen                 | Things We Lost in the Fire                   | 5. Feb. 2016         | 26. Mai 2016                          | Paul Wesley           | Melinda Hsu Taylor                             | 1,09 Mio.       |
| 145        | 12        | Wie Phönix aus der Asche   | Postcards from the Edge                      | 12. Feb. 2016        | 16. Juli 2016                         | Pascal Verschooris    | Rebecca Sonnenshine                            | 1,08 Mio.       |
| 146        | 13        | Josie und Elizabeth        | This Woman’s Work                            | 19. Feb. 2016        | 23. Juli 2016                         | Garreth Stover        | Chad Fiveash & James Stoteraux                 | 1,01 Mio.       |
| 147        | 14        | Die Waffenkammer           | Moonlight on the Bayou                       | 26. Feb. 2016        | 23. Juli 2016                         | Jeffrey Hunt          | Caroline Dries & Brett Matthews                | 1,12 Mio.       |
| 148        | 15        | Narben                     | I Would for You                              | 4. März 2016         | 30. Juli 2016                         | Mike Karasick         | Brian Young                                    | 1,06 Mio.       |
| 149        | 16        | Gegengift                  | Days of Future Past                          | 1. Apr. 2016         | 30. Juli 2016                         | Ian Somerhalder       | Melinda Hsu Taylor                             | 1,07 Mio.       |
| 150        | 17        | Stefans persönliche Hölle  | I Went to the Woods                          | 8. Apr. 2016         | 6. Aug. 2016                          | Julie Plec            | Neil Reynolds Idee: Julie Plec & Neil Reynolds | 1,03 Mio.       |
| 151        | 18        | Überlebenskampf            | One Way or Another                           | 15. Apr. 2016        | 6. Aug. 2016                          | Rashaad Ernesto Green | Rebecca Sonnenshine Idee: Penny Cox            | 1,02 Mio.       |
| 152        | 19        | Jemand, den ich mal kannte | Somebody That I Used to Know                 | 22. Apr. 2016        | 13. Aug. 2016                         | Chris Grismer         | Holly Brix Idee: Matthew D'Ambrosio            | 1,02 Mio.       |
| 153        | 20        | Tötet sie alle             | Kill ’Em All                                 | 29. Apr. 2016        | 13. Aug. 2016                         | Kellie Cyrus          | Chad Fiveash & James Stoteraux                 | 1,05 Mio.       |
| 154        | 21        | Requiem für einen Traum    | Requiem for a Dream                          | 6. Mai 2016          | 20. Aug. 2016                         | Paul Wesley           | Brett Matthews & Neil Reynolds                 | 0,90 Mio.       |
| 155        | 22        | Götter und Monster         | Gods and Monsters                            | 13. Mai 2016         | 20. Aug. 2016                         | Michael A. Allowitz   | Brian Young                                    | 1,04 Mio.       |

## Staffel 8
Die Erstausstrahlung der achten und letzten Staffel war vom 21. Oktober 2016 bis zum 10. März 2017 auf dem US-amerikanischen Sender The CW zu sehen. Die deutschsprachige Erstausstrahlung wurde zwischen 30. März und 13. Juli 2017 auf dem deutschen Free-TV-Sender sixx gesendet.
| Nr. (ges.) | Nr. (St.) | Deutscher Titel                     | Originaltitel                                  | Erstausstrahlung USA | Deutschsprachige Erstausstrahlung (D) | Regie               | Drehbuch                                                | Zuschauer (USA) |
| ---------- | --------- | ----------------------------------- | ---------------------------------------------- | -------------------- | ------------------------------------- | ------------------- | ------------------------------------------------------- | --------------- |
| 156        | 1         | Hallo, Bruder                       | Hello Brother                                  | 21. Okt. 2016        | 30. März 2017                         | Michael A. Allowitz | Julie Plec & Kevin Williamson                           | 0,98 Mio.       |
| 157        | 2         | Du gehörst mir                      | Today Will Be Different                        | 28. Okt. 2016        | 6. Apr. 2017                          | Pascal Verschooris  | Melinda Hsu Taylor                                      | 0,90 Mio.       |
| 158        | 3         | Ich bin ihr nie begegnet            | You Decided That I Was Worth Saving            | 4. Nov. 2016         | 13. Apr. 2017                         | Michael Karasick    | Chad Fiveash & James Stoteraux                          | 0,94 Mio.       |
| 159        | 4         | Ruf aus der Hölle                   | An Eternity of Misery                          | 11. Nov. 2016        | 20. Apr. 2017                         | Rob Hardy           | Brett Matthews & Neil Reynolds                          | 1,00 Mio.       |
| 160        | 5         | Nach Hause zu kommen war ein Fehler | Coming Home Was a Mistake                      | 18. Nov. 2016        | 27. Apr. 2017                         | James Thompson      | Celine Geiger                                           | 0,92 Mio.       |
| 161        | 6         | Pakt mit dem Teufel                 | Detoured On Some Random Backwoods Path to Hell | 2. Dez. 2016         | 4. Mai 2017                           | Paul Wesley         | Alan McElroy                                            | 1,05 Mio.       |
| 162        | 7         | Schwarzes Fest                      | The Next Time I Hurt Somebody, It Could Be You | 9. Dez. 2016         | 11. Mai 2017                          | Tanya Hamilton      | Shukree Hassan Tilghman                                 | 0,98 Mio.       |
| 163        | 8         | Sie erinnert dich an Elena          | We Have History Together                       | 13. Jan. 2017        | 18. Mai 2017                          | Ian Somerhalder     | Matthew D’Ambrosio                                      | 0,95 Mio.       |
| 164        | 9         | Wer wird Miss Mystic Falls?         | The Simple Intimacy of the Near Touch          | 20. Jan. 2017        | 25. Mai 2017                          | Geoff Shotz         | Neil Reynolds & Penny Cox                               | 0,86 Mio.       |
| 165        | 10        | Wenn es zwölf schlägt               | Nostalgia’s a Bitch                            | 27. Jan. 2017        | 1. Juni 2017                          | Kellie Cyrus        | Brett Matthews                                          | 0,94 Mio.       |
| 166        | 11        | Du hast beschlossen, gut zu sein    | You Made a Choice to Be Good                   | 3. Feb. 2017         | 8. Juni 2017                          | Carol Banker        | Melinda Hsu Taylor & Celine Geiger                      | 0,92 Mio.       |
| 167        | 12        | Was bist du?                        | What Are You?                                  | 10. Feb. 2017        | 15. Juni 2017                         | Darren Genet        | Chad Fiveash & James Stoteraux                          | 1,11 Mio.       |
| 168        | 13        | Die Lügen werden dich einholen      | The Lies Will Catch Up with You                | 17. Feb. 2017        | 22. Juni 2017                         | Tony Solomons       | Neil Reynolds                                           | 0,99 Mio.       |
| 169        | 14        | Tod dem Teufel                      | It’s Been a Hell of a Ride                     | 24. Feb. 2017        | 29. Juni 2017                         | Pascal Verschooris  | Brett Matthews & Shukree Hassan Tilghman                | 1,04 Mio.       |
| 170        | 15        | Die Juni-Hochzeit                   | We’re Planning a June Wedding                  | 3. März 2017         | 6. Juli 2017                          | Chris Grismer       | Melinda Hsu Taylor Idee: Jen Vestuto & Melissa Marlette | 1,14 Mio.       |
| 171        | 16        | Es war episch                       | I Was Feeling Epic                             | 10. März 2017        | 13. Juli 2017                         | Julie Plec          | Julie Plec & Kevin Williamson                           | 1,15 Mio.       |